# Leichtathletik-Weltmeisterschaften 2022
| Medaillenspiegel (Endstand nach 49 Entscheidungen) | Medaillenspiegel (Endstand nach 49 Entscheidungen) | Medaillenspiegel (Endstand nach 49 Entscheidungen) | Medaillenspiegel (Endstand nach 49 Entscheidungen) | Medaillenspiegel (Endstand nach 49 Entscheidungen) | Medaillenspiegel (Endstand nach 49 Entscheidungen) |
| Pl.                                                | Land                                               | G                                                  | S                                                  | B                                                  | Su.                                                |
| -------------------------------------------------- | -------------------------------------------------- | -------------------------------------------------- | -------------------------------------------------- | -------------------------------------------------- | -------------------------------------------------- |
| 1                                                  | USA                                                | 13                                                 | 9                                                  | 11                                                 | 33                                                 |
| 2                                                  | Äthiopien                                          | 4                                                  | 4                                                  | 2                                                  | 10                                                 |
| 3                                                  | Jamaika                                            | 2                                                  | 7                                                  | 1                                                  | 10                                                 |
| 4                                                  | Kenia                                              | 2                                                  | 5                                                  | 3                                                  | 10                                                 |
| 5                                                  | China                                              | 2                                                  | 1                                                  | 3                                                  | 6                                                  |
| 6                                                  | Australien                                         | 2                                                  | –                                                  | 1                                                  | 3                                                  |
| 7                                                  | Peru                                               | 2                                                  | –                                                  | –                                                  | 2                                                  |
| 8                                                  | Polen                                              | 1                                                  | 3                                                  | –                                                  | 4                                                  |
| 9                                                  | Japan                                              | 1                                                  | 2                                                  | 1                                                  | 4                                                  |
| 9                                                  | Kanada                                             | 1                                                  | 2                                                  | 1                                                  | 4                                                  |
| Vollständiger Medaillenspiegel                     |                                                    |                                                    |                                                    |                                                    |                                                    |

Die 18. Leichtathletik-Weltmeisterschaften (offiziell: World Athletics Championships Oregon 22) wurden vom 15. bis 24. Juli 2022 in der US-amerikanischen Stadt Eugene im Bundesstaat Oregon ausgetragen. Es waren die ersten Leichtathletik-Weltmeisterschaften in den Vereinigten Staaten.

## Austragungsort und Termin
Ursprünglich waren sie für den 6. bis 15. August 2021 geplant, die Entscheidung über den Austragungsort fiel am 16. April 2015 bei einem Treffen des Leichtathletikweltverbandes IAAF (heute: World Athletics) in Peking. Aufgrund von Veranstaltungsverschiebungen im Jahr 2020 als Konsequenz der COVID-19-Pandemie, insbesondere der Verlegung der Olympischen Sommerspiele auf 2021, verschob der Weltleichtathletikverband die Weltmeisterschaften am 30. März 2020 in Eugene auf das Jahr 2022. Am 8. April 2020 gab World Athletics den neuen Zeitraum bekannt.
Der frühe Termin passte sich den weiteren leichtathletischen Großereignissen des Jahres an. Die Commonwealth Games in Birmingham folgen vom 27. Juli bis zum 7. August, die Leichtathletik-Europameisterschaften im Rahmen der European Championships in München wurden für den Zeitraum vom 15. bis zum 21. August angesetzt.

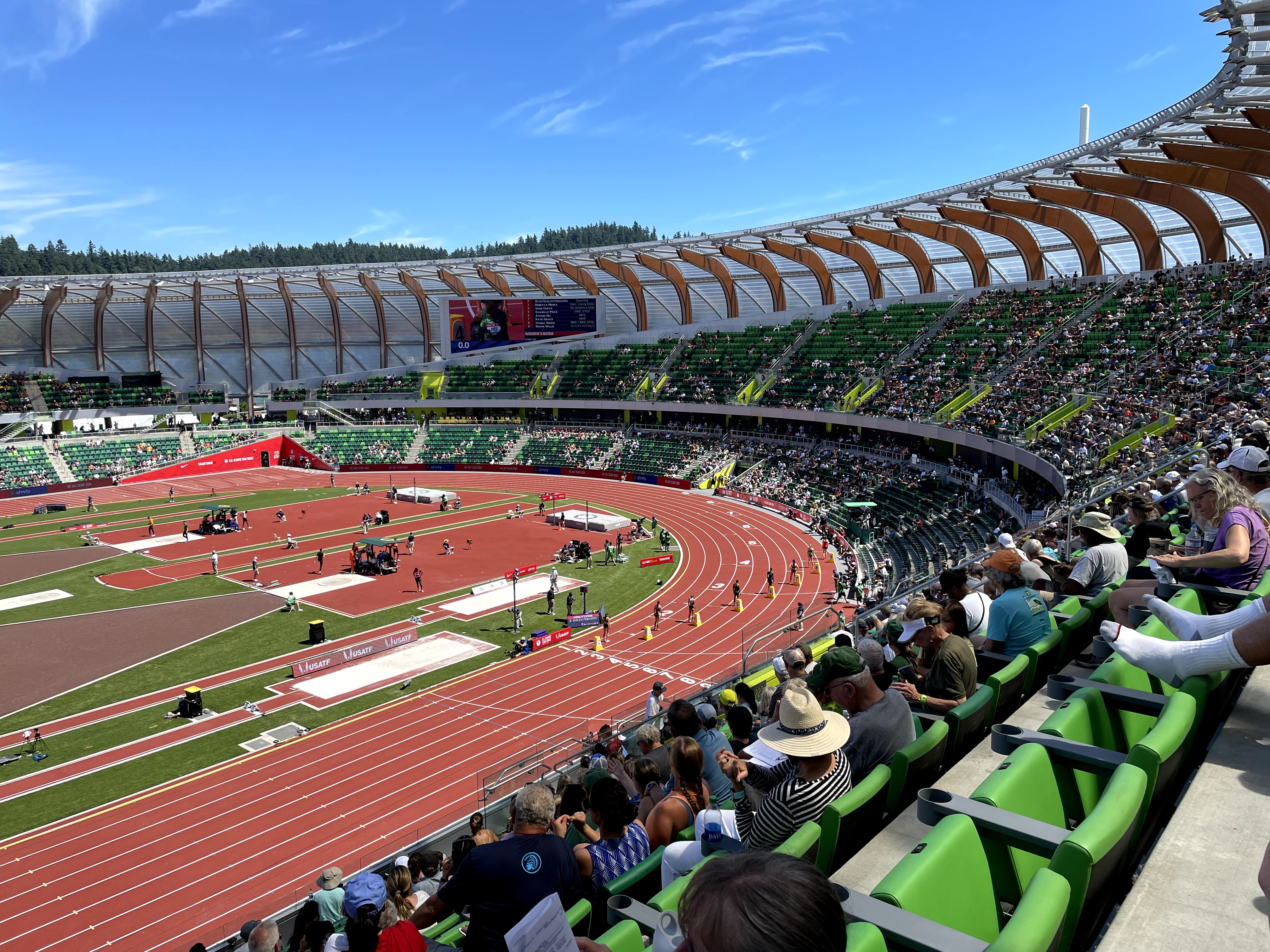
Das Stadion New Hayward Field im Jahr 2021

Abgesehen von den beiden Marathonläufen und den vier Gehwettbewerben wurden die Wettkämpfe im Stadion Hayward Field ausgetragen.

## Vergabe
Der Stadt Eugene wurden die Titelkämpfe ohne den sonst üblichen Bewerbungsprozess zuerkannt. Dies geschah schon einmal, als die Leichtathletik-Weltmeisterschaften 2007 nach Osaka vergeben wurden.
Der Präsident des Europäischen Leichtathletikverbands European Athletic Association (EAA), Svein Arne Hansen, kritisierte, dass dies aus rein kommerziellen Gründen geschehen sei, da unter anderem der Sportartikelanbieter Nike in der Nähe seinen Hauptsitz hat. Die schwedische Stadt Göteborg galt als ernsthafter Kandidat für die Titelkämpfe, wurde aber mit der Entscheidung übergangen.

### Korruptionsverdacht
Im Zuge der Ermittlungen um die Vergabe der Weltmeisterschaften 2021 an die Stadt Eugene ließ der Präsident des US-Leichtathletikverbandes USATF, Vin Lananna sein Amt seit Februar 2018 ruhen, um einen möglichen Interessenskonflikt zu vermeiden, denn zum Zeitpunkt der Vergabe durch den Weltleichtathletikverband im Jahr 2015 war er Chef des Organisationskomitees Eugenes. Gleichzeitig stand der ehemalige Präsident des Weltleichtathletikverbands (damals IAAF) Lamine Diack in Frankreich wegen Korruptionsverdachts unter Hausarrest. Der aktuelle Präsident Sebastian Coe, damals noch Vize unter Diack, war ins Zwielicht geraten, da er bis November 2015 als Nike-Markenbotschafter arbeitete. Gegen Coe waren im Zuge der WM-Vergabe an Eugene Lobbyismus-Vorwürfe laut geworden, die er allerdings zurückwies.

## Teilnehmer
Für die 49 Wettbewerbe wurden 1900 Athleten und Athletinnen aus 192 Ländern gemeldet, aus Deutschland nahmen 84 Athleten und Athletinnen teil. Als deutsche Favoriten galten Malaika Mihambo, Kristin Pudenz und Julian Weber. Schließlich traten Sportlerinnen und Sportler aus 180 Ländern zum Wettkampf an.
Teilnehmer aus Russland und Belarus waren – auch als Authorised Neutral Athletes – aufgrund des Ukrainekrieges nicht zur Teilnahme zugelassen.

### Teilnehmende Nationen
| - Afghanistan (1) - Ägypten (4) - Albanien (1) - Algerien (8) - Amerikanisch-Samoa (1) - Amerikanische Jungferninseln (1) - Angola (1) - Anguilla (1) - Antigua und Barbuda (2) - Argentinien (11) - Armenien (1) - Aruba (1) - Aserbaidschan (2) - Äthiopien (40) - Australien (65) - Bahamas (17) - Bahrain (6) - Bangladesch (1) - Barbados (3) - Belgien (32) - Belize (1) - Benin (2) - Bermuda (1) - Bhutan (1) - Bolivien (3) - Bosnien und Herzegowina (1) - Botswana (9) - Brasilien (58) - Britische Jungferninseln (2) - Bulgarien (1) - Burkina Faso (2) - Burundi (4) - Cayman Islands (1) - Chile (6) - Volksrepublik China (53) - Cookinseln (1) - Costa Rica (3) - Dänemark (16) - Demokratische Republik Kongo (1) - Deutschland (88) - Dominica (2) - Dominikanische Republik (12) - Dschibuti (2) - Ecuador (20) - Elfenbeinküste (6) - El Salvador (1) - Eritrea (10) - Estland (5) - Eswatini (1) - Fidschi (1) - Finnland (36) - Frankreich (45) - Französisch-Polynesien (1) - Gabun (1) - Gambia (2) - Ghana (7) - Gibraltar (1) - Grenada (3) - Griechenland (19) - Guam (1) - Guatemala (9) - Guinea (1) - Guyana (3) | - Haiti (1) - Honduras (1) - Hongkong (1) - Indien (21) - Indonesien (1) - Iran (nominiert 2, nicht teilgenommen) - Irak (1) - Irland (22) - Island (1) - Israel (10) - Italien (60) - Jamaika (65) - Japan (68) - Jordanien (1) - Kamerun (1) - Kanada (59) - Kap Verde (1) - Katar (3) - Kasachstan (12) - Kenia (46) - Kirgisistan (1) - Kiribati (1) - Kolumbien (14) - Komoren (1) - Republik Kongo (2) - Kosovo (1) - Kroatien (5) - Kuba (16) - Kuwait (2) - Lesotho (1) - Lettland (6) - Libanon (1) - Liberia (4) - Libyen (nominiert 1, nicht teilgenommen) - Litauen (9) - Luxemburg (2) - Madagaskar (1) - Malawi (1) - Malaysia (2) - Malediven (1) - Mali (1) - Malta (1) - Marokko (15) - Marshallinseln (1) - Mauritius (1) - Mexiko (25) - Föderierte Staaten von Mikronesien (1) - Moldau (5) - Mongolei (4) - Montenegro (1) - Namibia (1) - Nauru (1) - Nepal (1) - Neuseeland (20) - Nicaragua (1) - Niederlande (36) - Niger (1) - Nigeria (24) - Nordmazedonien (1) - Nördliche Marianen (1) - Norwegen (21) - Oman (1) - Österreich (4) - Osttimor (1) | - Pakistan (1) - Palau (1) - Palästina (1) - Panama (3) - Papua-Neuguinea (1) - Paraguay (1) - Peru (8) - Philippinen (1) - Polen (45) - Portugal (23) - Puerto Rico (8) - Ruanda (1) - Rumänien (8) - Salomonen (1) - Sambia (2) - Samoa (1) - San Marino (1) - São Tomé und Príncipe (1) - Saudi-Arabien (2) - Schweden (22) - Schweiz (26) - Senegal (1) - Serbien (3) - Seychellen (1) - Sierra Leone (1) - Simbabwe (3) - Singapur (1) - Slowakei (5) - Slowenien (10) - Somalia (nominiert 1, nicht teilgenommen) - Spanien (61) - Sri Lanka (3) - St. Kitts und Nevis (1) - St. Lucia (1) - St. Vincent und die Grenadinen (1) - Sudan (1) - Südafrika (43) - Südkorea (3) - Südsudan (1) - Syrien (1) - Tadschikistan (1) - Chinesisch Taipeh (3) - Tansania (2) - Thailand (1) - Togo (1) - Tonga (1) - Trinidad und Tobago (11) - Tschad (1) - Tschechien (24) - Tunesien (5) - Türkei (8) - Turks- und Caicosinseln (1) - Tuvalu (1) - Uganda (17) - Ukraine (22) - Ungarn (2) - Uruguay (5) - Usbekistan (1) - Vanuatu (1) - Venezuela (4) - Vereinigte Staaten (151) - Vereinigtes Königreich (81) - Vietnam (1) - Zypern (4) |

## Qualifikationsnormen
Die Qualifikation für den Marathonlauf sowie das Gehen über 35 km waren in der Zeit vom 30. November 2020 bis zum 29. Mai 2022 zu erbringen. Im 10.000-Meter-Lauf, dem 20-km-Gehen sowie den Mehrkampfwettbewerben galt die Frist vom 27. Dezember 2020 bis 26. Juni 2022. Für alle anderen Wettbewerbe war das Intervall vom 27. Juni 2021 bis zum 26. Juni 2022 angesetzt.
Alle amtierenden Titelverteidiger sowie die Gesamtsieger der Diamond League 2021 erhielten eine Wildcard für die Weltmeisterschaften wie auch die jeweils zum Stichtag Führenden der Hammerwurf-Challenge, der Challenge im Gehen sowie im Mehrkampf.
Falls sich aus einer Nation kein Athlet oder keine Athletin qualifizierte, durfte der betreffende nationale Verband einen Mann oder eine Frau für einen beliebigen Laufwettbewerb (ausgenommen: Straßenwettbewerbe, 10.000 Meter und 3000 Meter Hindernis) nominieren.
| Sportart                      | Männer                                                         | Frauen                                                         |
| ----------------------------- | -------------------------------------------------------------- | -------------------------------------------------------------- |
| 100 Meter                     | 10,05 s00                                                      | 11,15 s00                                                      |
| 200 Meter                     | 20,24 s00                                                      | 22,80 s00                                                      |
| 400 Meter                     | 44,90 s00                                                      | 51,35 s00                                                      |
| 800 Meter                     | 1:45,20 min                                                    | 1:59,50 min                                                    |
| 1500 Meter                    | 3:35,00 min                                                    | 4:04,20 min                                                    |
| 5000 Meter                    | 13:13,50 min                                                   | 15:10,00 min                                                   |
| 10.000 Meter                  | 27:28,00 min                                                   | 31:25,00 min                                                   |
| Marathon                      | 2:11:30 h0000                                                  | 2:29:30 h0000                                                  |
| 100 Meter Hürden              | –00000                                                         | 12,84 s00                                                      |
| 110 Meter Hürden              | 13,32 s00                                                      | –00000                                                         |
| 400 Meter Hürden              | 48,90 s00                                                      | 55,40 s00                                                      |
| 3000 Meter Hindernis          | 8:22,00 min                                                    | 9:30,00 min                                                    |
| 20-km-Gehen                   | 1:21:00 h00000                                                 | 1:31:00 h0000                                                  |
| 35-km-Gehen                   | 2:33:00 h00000                                                 | 2:54:00 h0000                                                  |
| Hochsprung                    | 2,33 m                                                         | 1,96 m                                                         |
| Stabhochsprung                | 5,80 m                                                         | 4,70 m                                                         |
| Weitsprung                    | 8,22 m                                                         | 6,82 m                                                         |
| Dreisprung                    | 17,14 m                                                        | 14,32 m                                                        |
| Kugelstoßen                   | 21,10 m                                                        | 18,50 m                                                        |
| Diskuswurf                    | 66,00 m                                                        | 63,50 m                                                        |
| Hammerwurf                    | 77,50 m                                                        | 72,50 m                                                        |
| Speerwurf                     | 85,00 m                                                        | 64,00 m                                                        |
| Siebenkampf                   | –000                                                           | 6420 P                                                         |
| Zehnkampf                     | 8350 P                                                         | –000                                                           |
| 4-mal-100-Meter-Staffel       | Top 10 @ World Athletics Relays 2021 & Top 6 der Weltrangliste | Top 10 @ World Athletics Relays 2021 & Top 6 der Weltrangliste |
| 4-mal-400-Meter-Staffel       | Top 10 @ World Athletics Relays 2021 & Top 6 der Weltrangliste | Top 10 @ World Athletics Relays 2021 & Top 6 der Weltrangliste |
| 4-mal-400-Meter-Mixed-Staffel | Top 12 @ World Athletics Relays 2021 & Top 4 der Weltrangliste | Top 12 @ World Athletics Relays 2021 & Top 4 der Weltrangliste |

## Wettkampfplan
| M | morgens | A | abends | Q | Qualifikation | V | Vorlauf | ½ | Halbfinale | F | Finale |

| Datum →          | Fr 15. | Fr 15. | Sa 16. | Sa 16. | Sa 16. | So 17. | So 17. | So 17. | Mo 18. | Mo 18. | Di 19. | Mi 20. | Do 21. | Fr 22. | Fr 22. | Sa 23. | Sa 23. | So 24. | So 24. |
| ---------------- | ------ | ------ | ------ | ------ | ------ | ------ | ------ | ------ | ------ | ------ | ------ | ------ | ------ | ------ | ------ | ------ | ------ | ------ | ------ |
| Wettkampf ↓      | M      | A      | M      | A      | A      | M      | A      | A      | M      | A      | A      | A      | A      | M      | A      | M      | A      | M      | A      |
| 100 m            | Q      | V      |        | ½      | F      |        |        |        |        |        |        |        |        |        |        |        |        |        |        |
| 200 m            |        |        |        |        |        |        |        |        |        | V      | ½      |        | F      |        |        |        |        |        |        |
| 400 m            |        |        |        |        |        | V      |        |        |        |        |        | ½      |        |        | F      |        |        |        |        |
| 800 m            |        |        |        |        |        |        |        |        |        |        |        | V      | ½      |        |        |        | F      |        |        |
| 1500 m           |        |        |        | V      | V      |        | ½      | ½      |        |        | F      |        |        |        |        |        |        |        |        |
| 5000 m           |        |        |        |        |        |        |        |        |        |        |        |        | V      |        |        |        |        |        | F      |
| 10.000 m         |        |        |        |        |        | F      |        |        |        |        |        |        |        |        |        |        |        |        |        |
| Marathon         |        |        |        |        |        | F      |        |        |        |        |        |        |        |        |        |        |        |        |        |
| 110 m Hürden     |        |        | V      |        |        |        | ½      | F      |        |        |        |        |        |        |        |        |        |        |        |
| 400 m Hürden     |        |        | V      |        |        |        | ½      | ½      |        |        | F      |        |        |        |        |        |        |        |        |
| 3000 m Hindernis |        | V      |        |        |        |        |        |        |        | F      |        |        |        |        |        |        |        |        |        |
| 4 × 100 m        |        |        |        |        |        |        |        |        |        |        |        |        |        |        | V      |        | F      |        |        |
| 4 × 400 m        |        |        |        |        |        |        |        |        |        |        |        |        |        |        |        |        | V      |        | F      |
| 20 km Gehen      |        | F      |        |        |        |        |        |        |        |        |        |        |        |        |        |        |        |        |        |
| 35 km Gehen      |        |        |        |        |        |        |        |        |        |        |        |        |        |        |        |        |        | F      |        |
| Hochsprung       | Q      |        |        |        |        |        |        |        |        | F      |        |        |        |        |        |        |        |        |        |
| Stabhochsprung   |        |        |        |        |        |        |        |        |        |        |        |        |        |        | Q      |        |        |        | F      |
| Weitsprung       |        | Q      |        | F      | F      |        |        |        |        |        |        |        |        |        |        |        |        |        |        |
| Dreisprung       |        |        |        |        |        |        |        |        |        |        |        |        | Q      |        |        |        | F      |        |        |
| Kugelstoßen      |        | Q      |        |        |        |        | F      | F      |        |        |        |        |        |        |        |        |        |        |        |
| Diskuswurf       |        |        |        |        |        |        | Q      | Q      |        |        | F      |        |        |        |        |        |        |        |        |
| Hammerwurf       | Q      |        | F      |        |        |        |        |        |        |        |        |        |        |        |        |        |        |        |        |
| Speerwurf        |        |        |        |        |        |        |        |        |        |        |        |        | Q      |        |        |        | F      |        |        |
| Zehnkampf        |        |        |        |        |        |        |        |        |        |        |        |        |        |        |        | F      | F      | F      | F      |

| Datum →          | Fr 15. | Fr 15. | Sa 16. | Sa 16. | So 17. | So 17. | So 17. | Mo 18. | Mo 18. | Di 19. | Mi 20. | Do 21. | Fr 22. | Fr 22. | Sa 23. | Sa 23. | So 24. | So 24. | So 24. |
| ---------------- | ------ | ------ | ------ | ------ | ------ | ------ | ------ | ------ | ------ | ------ | ------ | ------ | ------ | ------ | ------ | ------ | ------ | ------ | ------ |
| Wettkampf ↓      | M      | A      | M      | A      | M      | A      | A      | M      | A      | A      | A      | A      | M      | A      | M      | A      | M      | A      | A      |
| 100 m            |        |        |        | V      |        | ½      | F      |        |        |        |        |        |        |        |        |        |        |        |        |
| 200 m            |        |        |        |        |        |        |        |        | V      | ½      |        | F      |        |        |        |        |        |        |        |
| 400 m            |        |        |        |        | V      |        |        |        |        |        | ½      |        |        | F      |        |        |        |        |        |
| 800 m            |        |        |        |        |        |        |        |        |        |        |        | V      |        | ½      |        |        |        | F      | F      |
| 1500 m           |        | V      |        | ½      |        |        |        |        | F      |        |        |        |        |        |        |        |        |        |        |
| 5000 m           |        |        |        |        |        |        |        |        |        |        | V      |        |        |        |        | F      |        |        |        |
| 10.000 m         |        |        | F      |        |        |        |        |        |        |        |        |        |        |        |        |        |        |        |        |
| Marathon         |        |        |        |        |        |        |        | F      |        |        |        |        |        |        |        |        |        |        |        |
| 100 m Hürden     |        |        |        |        |        |        |        |        |        |        |        |        |        |        | V      |        |        | ½      | F      |
| 400 m Hürden     |        |        |        |        |        |        |        |        |        | V      | ½      |        |        | F      |        |        |        |        |        |
| 3000 m Hindernis |        |        | V      |        |        |        |        |        |        |        | F      |        |        |        |        |        |        |        |        |
| 4 × 100 m        |        |        |        |        |        |        |        |        |        |        |        |        |        | V      |        | F      |        |        |        |
| 4 × 400 m        |        |        |        |        |        |        |        |        |        |        |        |        |        |        |        | V      |        | F      | F      |
| 20 km Gehen      | F      |        |        |        |        |        |        |        |        |        |        |        |        |        |        |        |        |        |        |
| 35 km Gehen      |        |        |        |        |        |        |        |        |        |        |        |        | F      |        |        |        |        |        |        |
| Hochsprung       |        |        | Q      |        |        |        |        |        |        | F      |        |        |        |        |        |        |        |        |        |
| Stabhochsprung   |        | Q      |        |        |        | F      | F      |        |        |        |        |        |        |        |        |        |        |        |        |
| Weitsprung       |        |        |        |        |        |        |        |        |        |        |        |        |        |        | Q      |        |        | F      | F      |
| Dreisprung       |        |        | Q      |        |        |        |        |        | F      |        |        |        |        |        |        |        |        |        |        |
| Kugelstoßen      |        | Q      |        | F      |        |        |        |        |        |        |        |        |        |        |        |        |        |        |        |
| Diskuswurf       |        |        |        |        |        |        |        |        | Q      |        | F      |        |        |        |        |        |        |        |        |
| Hammerwurf       | Q      |        |        |        | F      |        |        |        |        |        |        |        |        |        |        |        |        |        |        |
| Speerwurf        |        |        |        |        |        |        |        |        |        |        | Q      |        |        | F      |        |        |        |        |        |
| Siebenkampf      |        |        |        |        | F      | F      | F      | F      | F      |        |        |        |        |        |        |        |        |        |        |

| Datum →     | Fr 15. | Fr 15. | Sa 16. | Sa 16. | So 17. | So 17. | Mo 18. | Mo 18. | Di 19. | Mi 20. | Do 21. | Fr 22. | Fr 22. | Sa 23. | Sa 23. | So 24. | So 24. |
| ----------- | ------ | ------ | ------ | ------ | ------ | ------ | ------ | ------ | ------ | ------ | ------ | ------ | ------ | ------ | ------ | ------ | ------ |
| Wettkampf ↓ | M      | A      | M      | A      | M      | A      | M      | A      | A      | A      | A      | M      | A      | M      | A      | M      | A      |
| 4 × 400 m   | Q      | F      |        |        |        |        |        |        |        |        |        |        |        |        |        |        |        |

## Wettbewerbe
Im Wettkampfprogramm gab es eine Veränderung: Die Distanz der längsten Gehstrecke wurde von 50 auf 35 Kilometer verkürzt. Es gab weiterhin 49 Wettbewerbe, je 24 für Frauen und Männer sowie einen Mixed-Wettbewerb.

## Sportliche Leistungen
Das Leistungsniveau dieser Veranstaltung war ausgesprochen hoch.
- Es gab insgesamt drei neue Weltrekorde:
  - Stabhochsprung, Männer: 6,21 m – Armand Duplantis (Schweden), Finale
  - 100-Meter-Hürdenlauf, Frauen: 12,12 s – Tobi Amusan (Nigeria), Halbfinale, Rückenwind: 0,9 m/s
  - 400-Meter-Hürdenlauf, Frauen: 50,68 s – Sidney McLaughlin (USA), Finale
- Außerdem wurden in neun Wettbewerben dreizehn Kontinentalrekorde aufgestellt:
  - 400-Meter-Hürdenlauf, Männer: 46,29 s (Südamerikarekord) – Alison dos Santos (Brasilien)
  - 4-mal-400-Meter-Staffel, Männer: 2:59,51 min (Asienrekord) – Japan (Fuga Satō, Kaitō Kawabata, Julian Jrummi Walsh, Yuki Joseph Nakajima), Finale
  - 35-km-Gehen, Männer: 2:23:15 h (Asienrekord) – Masatora Kawano (Japan)
  - 35-km-Gehen, Männer: 2:24:37 h (Amerikarekord) – Brian Pintado (Ecuador)
  - 35-km-Gehen, Männer: 2:24:37 h (Nordamerikarekord) – Evan Dunfee (Kanada)
  - 35-km-Gehen, Männer: 2:31:15 h (Afrikarekord) – Wayne Snyman (Südafrika)
  - Stabhochsprung, Männer: 5,94 m (Asienrekord) – Ernest John Obiena (Philippinen), Finale
  - 100-Meter-Lauf, Frauen: 11,08 s (Ozeanienrekord) – Zoe Hobbs (Neuseeland), Vorlauf, Rückenwind: 0,7 m/s
  - 200-Meter-Lauf, Frauen: 22,37 s (Südamerikarekord) – Vitória Cristina Rosa (Brasilien), Halbfinale, Rückenwind: von 1,4 m/s
  - 100-Meter-Hürdenlauf, Frauen: 12,12 s (Afrikarekord) – Tobi Amusan (Nigeria), Vorlauf, Rückenwind: 1,5 m/s
  - 400-Meter-Hürdenlauf, Frauen: 53,69 s (Südamerikarekord) – Gianna Woodruff (Panama), Halbfinale
  - 4-mal-100-Meter-Staffel, Frauen: 42,22 s (Afrikarekord) – Nigeria (Joy Chinenye Udo-Gabriel, Favour Ofili, Rosemary Chukwuma, Nzubechi Grace Nwokocha), Finale
  - 35-km-Gehen, Frauen: 2:40:37 h (Asienrekord) – Qoijing Gyi (Volksrepublik China)
  - Hochsprung, Frauen: 2,02 m (Asienrekord egalisiert) – Eleanor Patterson (Australien)
- Des Weiteren gab es in siebzehn Disziplinen zwanzig Weltjahresbestleistungen.
- Darüber hinaus wurden in elf Wettbewerben zwölf Weltmeisterschaftsrekorde aufgestellt.
- In 27 Disziplinen waren 75 neue oder egalisierte Landesrekorde zu verzeichnen.

Ein Sportler und zwei Sportlerinnen gewannen mehr als einen Weltmeistertitel:
- Kimberly García León (Peru) – 20-km-Gehen und 35-km-Gehen
- Michael Norman (USA) – 400-Meter-Lauf und 4-mal-400-Meter-Staffel
- Sydney McLaughlin (USA) – 400-Meter-Hürdenlauf und 4-mal-400-Meter-Staffel

Folgende Sportler hatten bereits früher Gold bei Weltmeisterschaften errungen:
- Shelly-Ann Fraser-Pryce (Jamaika) – 100-Meter-Lauf, Wiederholung ihrer Erfolge von 2009, 2013, 2015, 2019 / außerdem Weltmeisterin über 200 Meter 2013 sowie mit der 4-mal-100-Meter-Staffel 2009, 2013, 2015, 2019 – damit jetzt zehnfache Weltmeisterin
- Paweł Fajdek (Polen) – Hammerwurf, Wiederholung seiner Erfolge von 2013, 2015, 2017 und 2019 – damit jetzt fünffacher Weltmeister
- Mutaz Essa Barshim (Katar) – Hochsprung, Wiederholung seiner Erfolge von 2017 und 2019 – damit jetzt dreifacher Weltmeister
- Yulimar Rojas (Venezuela) – Dreisprung, Wiederholung ihrer Erfolge von 2017 und 2019 – damit jetzt dreifache Weltmeisterin
- Shericka Jackson (Jamaika) – 200-Meter-Lauf / außerdem Weltmeisterin mit der 4-mal-400-Meter-Staffel 2015 sowie mit der 4-mal-100-Meter-Staffel 2019 – damit jetzt dreifache Weltmeisterin
- Sydney McLaughlin (USA) – 400-Meter-Hürdenlauf und 4-mal-400-Meter-Staffel, Weltmeisterin 2019 mit der 4-mal-400-Meter-Staffel – damit jetzt dreifache Weltmeisterin
- Joshua Cheptegei (Uganda) – 10.000-Meter-Lauf, Wiederholung seines Erfolgs von 2019 – damit jetzt zweifacher Weltmeister
- Grant Holloway (USA) – 110-Meter-Hürdenlauf, Wiederholung seines Erfolgs von 2017 – damit jetzt zweifacher Weltmeister
- Anderson Peters (Grenada) – Speerwurf, Wiederholung seines Erfolgs von 2019 – damit jetzt zweifacher Weltmeister
- Kevin Mayer (Frankreich) – Zehnkampf, Wiederholung seines Erfolgs von 2017 – damit jetzt zweifacher Weltmeister
- Toshikazu Yamanishi (Japan) – 20-km-Gehen, Wiederholung seines Erfolgs von 2019 – damit jetzt zweifacher Weltmeister
- Faith Kipyegon (Kenia) – 1500-Meter-Lauf, Wiederholung ihres Erfolgs von 2019 – damit jetzt zweifache Weltmeisterin
- Malaika Mihambo (Deutschland) – Weitsprung, Wiederholung ihres Erfolgs von 2019 – damit jetzt zweifache Weltmeisterin
- Kelsey-Lee Barber (Australien) – Speerwurf, Wiederholung ihres Erfolgs von 2019 – damit jetzt zweifache Weltmeisterin
- Nafissatou Thiam (Belgien) – Siebenkampf, Wiederholung ihres Erfolgs von 2017 – damit jetzt zweifache Weltmeisterin
- Fred Kerley (USA) – 100-Meter-Lauf, Weltmeister 2019 mit der 4-mal-400-Meter-Staffel – damit jetzt zweifacher Weltmeister
- Noah Lyles (USA) – 200-Meter-Lauf, Weltmeister 2019 mit der 4-mal-100-Meter-Staffel – damit jetzt zweifacher Weltmeister

## Vorbemerkung zu den Resultaten
Die Zeiten, Weiten und Punkte der jeweils acht Disziplinbesten sind in den folgenden Tabellen wie üblich aufgeführt.
Zusätzlich sind Besonderheiten mit verschiedenen Kürzeln benannt:
- WR: Weltrekord
- CR: Championshiprekord
- Kontinentalrekorde – AF: Afrikarekord / AS: Asienrekord / AM: Amerikarekord / NA: Nordamerikarekord / SR: Südamerikarekord / ER: Europarekord / OZ: Ozeanienrekord
- NR: nationaler Rekord
- WL: Weltjahresbestleistung
- e: egalisiert
- DSQ: disqualifiziert
- DNS: nicht am Start (did not start)
- DNF: Wettkampf nicht beendet (did not finish)
- w: Rückenwindunterstützung über dem erlaubten Limit von 2,0 m/s

Mit übernommen aus den Quellenangaben wurden auch personenbezogene Bestleistungen:
- PB: persönliche Bestleistung
- SB: Saisonbestleistung

In Bezug auf die personenbezogenen Bestleistungen besteht Unsicherheit, ob diese auf dem aktuellen Stand sind und den Realitäten entsprechen. Bei den Veranstaltungen vergangener Jahre sind im Hinblick auf diese Angaben viele Fehler aufgetreten, sodass sie in zahlreichen Artikeln zu Leichtathletikveranstaltungen weggelassen wurden. Hier sind sie zumindest zunächst einmal mit aufgelistet.

## Resultate Männer

### 100 m
| Platz | Athlet                 | Land | Zeit (s) |
| ----- | ---------------------- | ---- | -------- |
| 1     | Fred Kerley            | USA  | 09,86    |
| 2     | Marvin Bracy           | USA  | 09,88    |
| 3     | Trayvon Bromell        | USA  | 09,88    |
| 4     | Oblique Seville        | JAM  | 09,97    |
| 5     | Akani Simbine          | RSA  | 10,01    |
| 6     | Christian Coleman      | USA  | 10,01    |
| 7     | Abdul Hakim Sani Brown | JPN  | 10,06    |
| 8     | Aaron Brown            | CAN  | 10,07    |

Finale: 16. Juli, 19:50 Uhr

Wind: −0,1 m/s

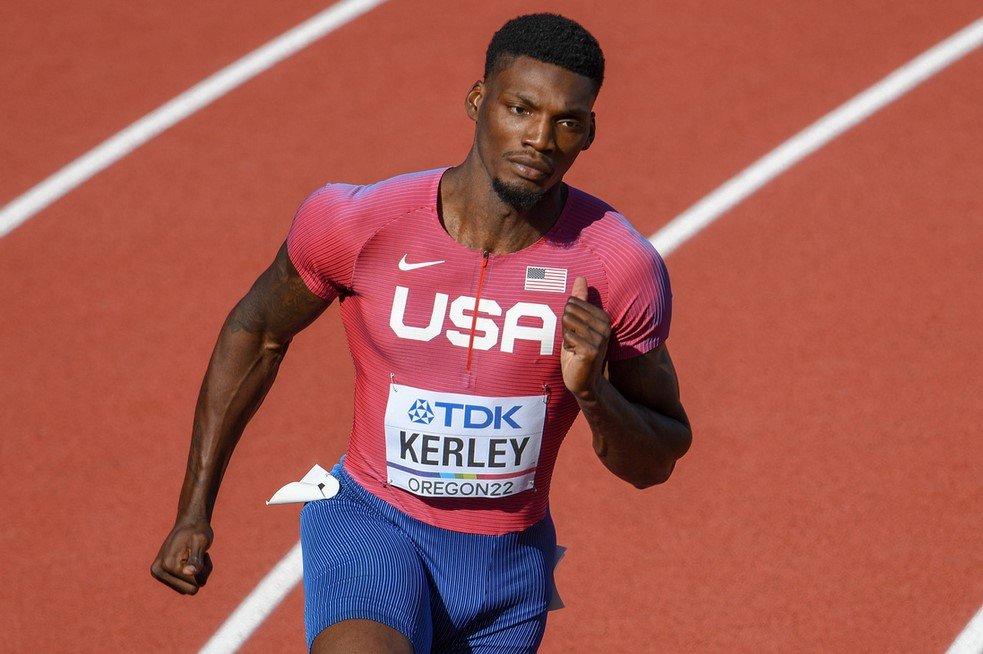
Sprintweltmeister Fred Kerley gewann seinen ersten großen internationalen Titel

Teilnehmer aus deutschsprachigen Ländern:

 Julian Wagner – ausgeschieden im 4. Vorlauf (Rang 5 in 10,21 s / Wind: +0,2 m/s)

### 200 m
| Platz | Athlet            | Land | Zeit (s)    |
| ----- | ----------------- | ---- | ----------- |
| 1     | Noah Lyles        | USA  | 19,31 WL/NR |
| 2     | Kenneth Bednarek  | USA  | 19,77 SB000 |
| 3     | Erriyon Knighton  | USA  | 19,80000000 |
| 4     | Joseph Fahnbulleh | LBR  | 19,84000000 |
| 5     | Alexander Ogando  | DOM  | 19,93000000 |
| 6     | Jereem Richards   | TTO  | 20,08000000 |
| 7     | Aaron Brown       | CAN  | 20,18000000 |
| 8     | Luxolo Adams      | RSA  | 20,47000000 |

Finale: 21. Juli, 19:50 Uhr

Wind: +0,4 m/s

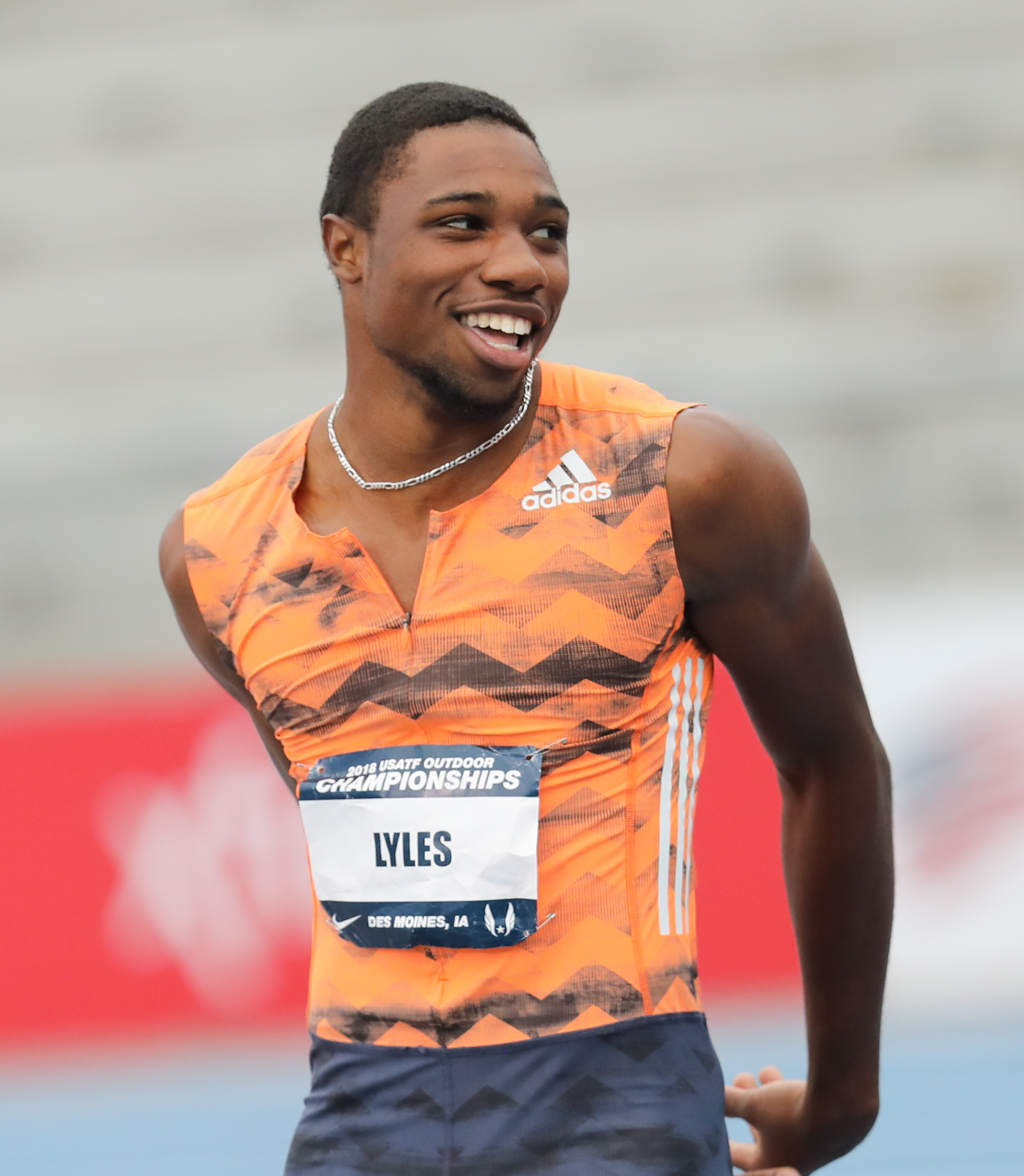
Erneuter Sieg für Titelverteidiger Noah Lyles

Teilnehmer aus deutschsprachigen Ländern:
- Owen Ansah – ausgeschieden im 7. Vorlauf (Rang 4 in 20,52 s / Wind: −0,3 m/s)
- William Reais – ausgeschieden im 5. Vorlauf (Rang 5 in 20,71 s SB / Wind: +0,4 m/s)

### 400 m
| Platz | Athlet               | Land | Zeit (s) |
| ----- | -------------------- | ---- | -------- |
| 1     | Michael Norman       | USA  | 44,29000 |
| 2     | Kirani James         | GRN  | 44,48000 |
| 3     | Matthew Hudson-Smith | GBR  | 44,66000 |
| 4     | Champion Allison     | USA  | 44,77000 |
| 5     | Wayde van Niekerk    | RSA  | 44,97000 |
| 6     | Bayapo Ndori         | BOT  | 45,29000 |
| 7     | Christopher Taylor   | JAM  | 45,30000 |
| 8     | Jonathan Jones       | BAR  | 46,13000 |

Finale: 22. Juli, 19:35 Uhr

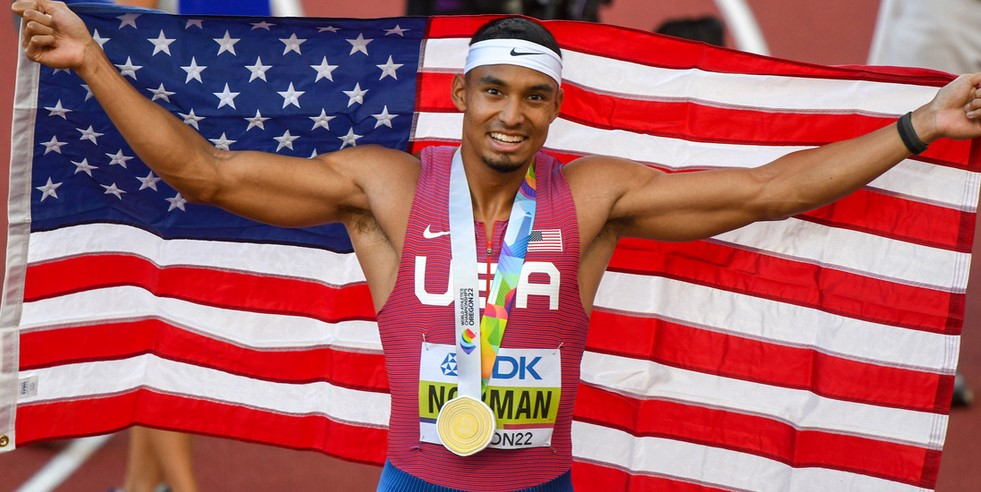
Weltmeister Michael Norman

Teilnehmer aus deutschsprachigen Ländern:

 Ricky Petrucciani – ausgeschieden im 3. Vorlauf (Rang 5 in 46,60 s)

### 800 m
| Platz | Athlet                  | Land | Zeit (min) |
| ----- | ----------------------- | ---- | ---------- |
| 1     | Emmanuel Kipkurui Korir | KEN  | 1:43,71 SB |
| 2     | Djamel Sedjati          | ALG  | 1:44,14000 |
| 3     | Marco Arop              | CAN  | 1:44,28000 |
| 4     | Emmanuel Wanyonyi       | KEN  | 1:44,54000 |
| 5     | Slimane Moula           | ALG  | 1:44,85000 |
| 6     | Gabriel Tual            | FRA  | 1:45,49000 |
| 7     | Peter Bol               | AUS  | 1:45,51000 |
| 8     | Wycliffe Kinyamal       | KEN  | 1:47,07000 |

Finale: 23. Juli, 18:10 Uhr

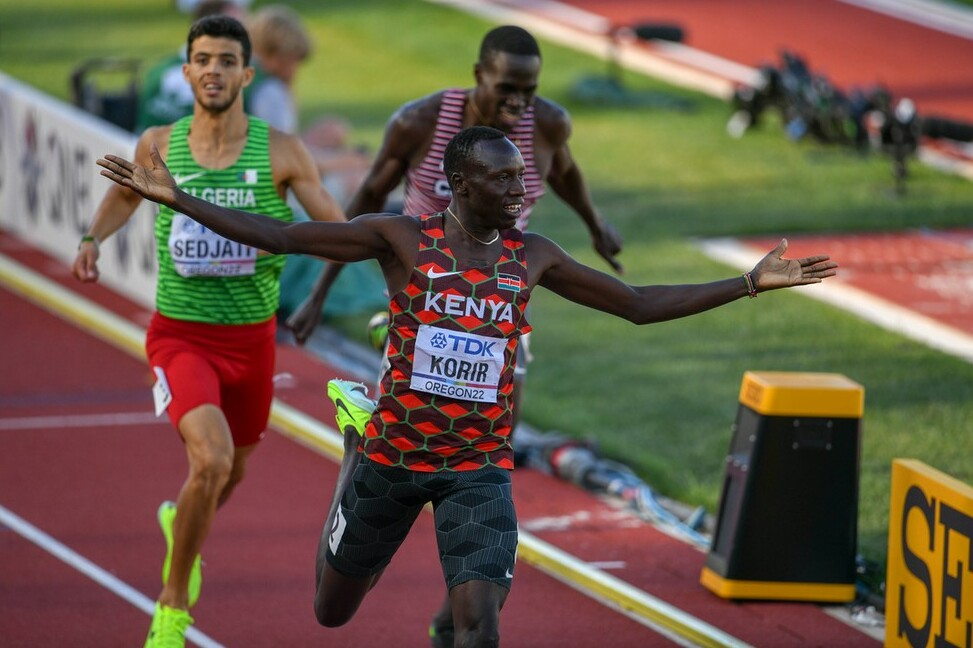
Zieleinlauf: Emmanuel Korir vor Djamel Sedjati und Marco Arop

Teilnehmer aus deutschsprachigen Ländern:

 Marc Reuther – ausgeschieden im 1. Vorlauf (Rang 5 in 1:50,75 min)

### 1500 m
| Platz | Athlet             | Land | Zeit (min) |
| ----- | ------------------ | ---- | ---------- |
| 1     | Jake Wightman      | GBR  | 3:29,23 WL |
| 2     | Jakob Ingebrigtsen | NOR  | 3:29,47 SB |
| 3     | Mohamed Katir      | ESP  | 3:29,90 SB |
| 4     | Mario García       | ESP  | 3:30,20 PB |
| 5     | Josh Kerr          | GBR  | 3:30,60 SB |
| 6     | Timothy Cheruiyot  | KEN  | 3:30,69 SB |
| 7     | Abel Kipsang       | KEN  | 3:31,21000 |
| 8     | Teddese Lemi       | ETH  | 3:32,98 SB |

Finale: 19. Juli, 19:30 Uhr

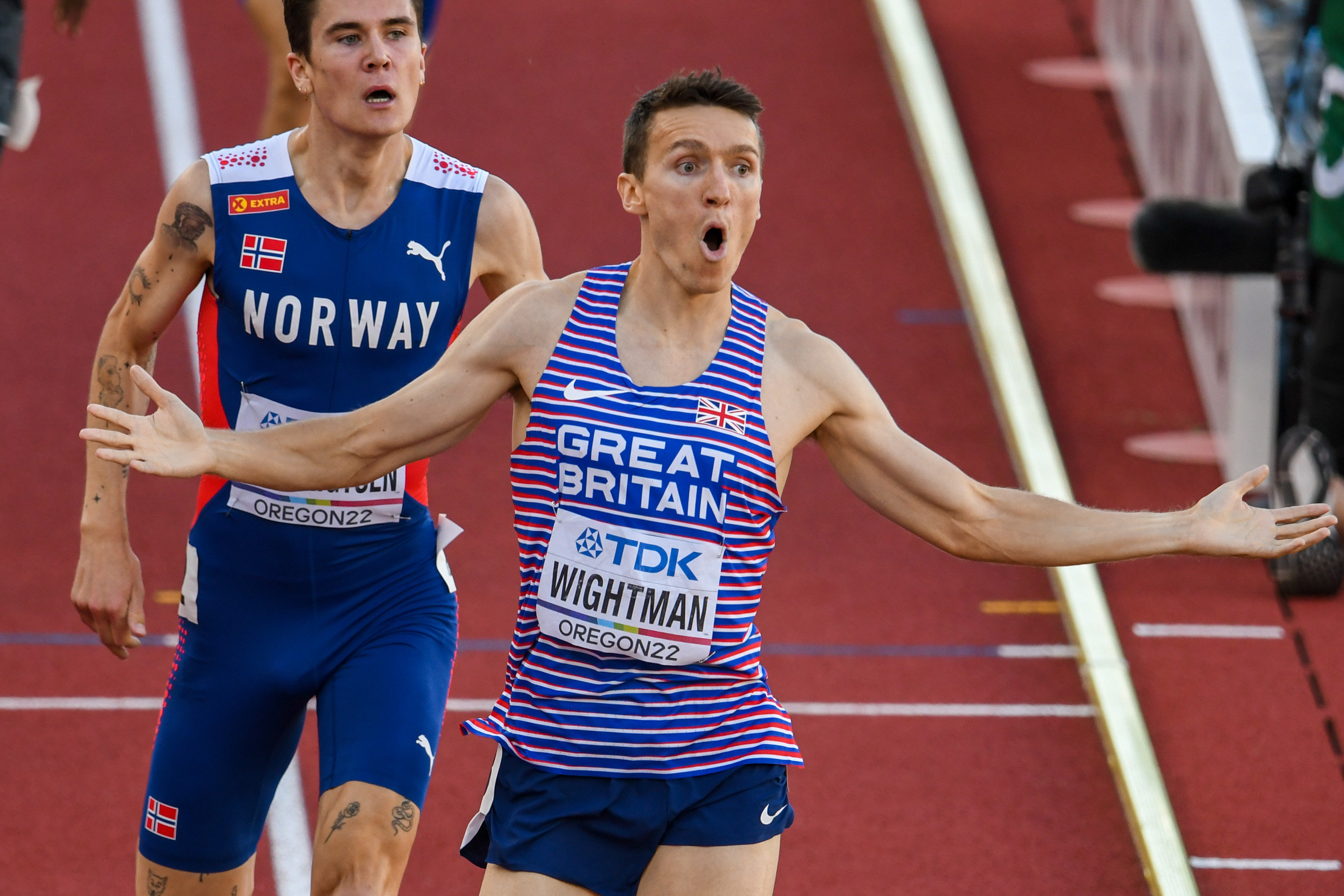
Jake Wightman siegte überraschend vor Jakob Ingebrigtsen

Teilnehmer aus deutschsprachigen Ländern:

 Christoph Kessler – ausgeschieden im 1. Vorlauf (Rang 10 in 3:37,57 min)

### 5000 m
| Platz | Athlet             | Land | Zeit (min)  |
| ----- | ------------------ | ---- | ----------- |
| 1     | Jakob Ingebrigtsen | NOR  | 13:09,24000 |
| 2     | Jacob Krop         | KEN  | 13:09,98000 |
| 3     | Oscar Chelimo      | UGA  | 13:10,20 SB |
| 4     | Luis Grijalva      | GUA  | 13:10,44 SB |
| 5     | Mohammed Ahmed     | CAN  | 13:10,46000 |
| 6     | Grant Fisher       | USA  | 13:11,65000 |
| 7     | Nicholas Kimeli    | KEN  | 13:11,97000 |
| 8     | Yomif Kejelcha     | ETH  | 13:12,09000 |

Finale: 24. Juli, 18:05 Uhr

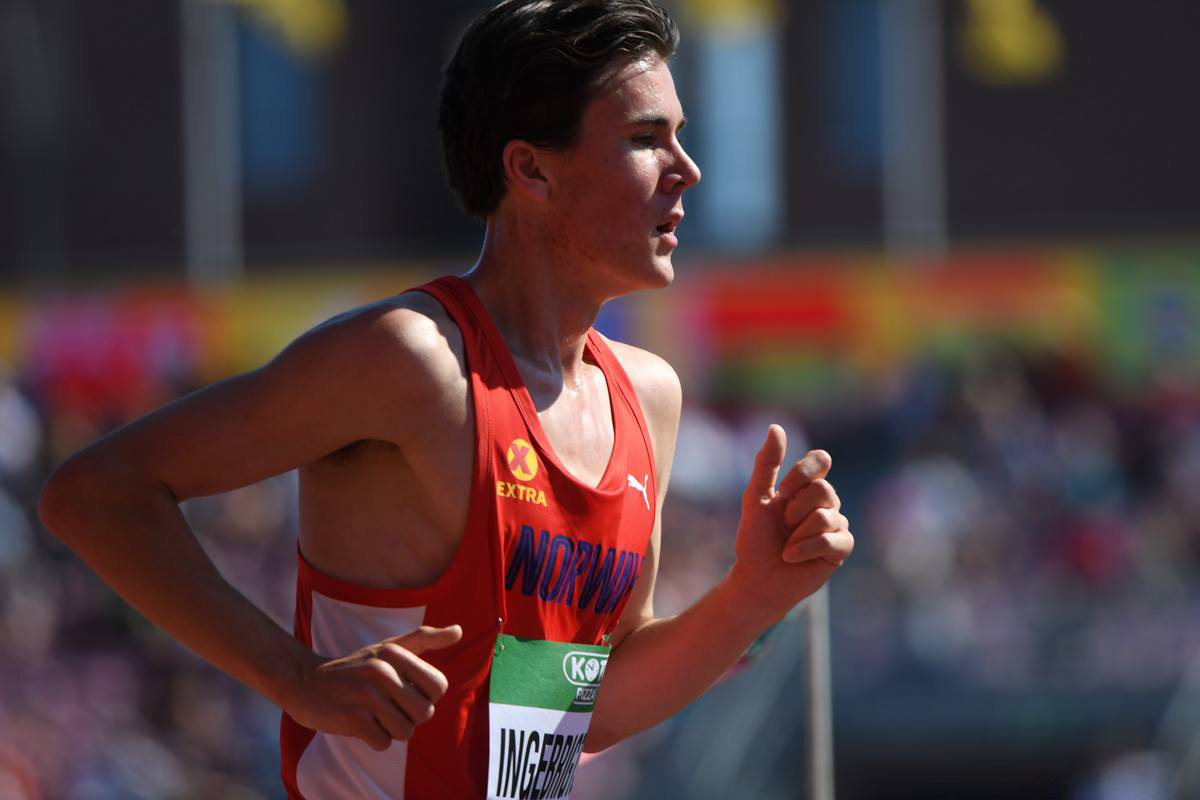
Jakob Ingebrigtsen – Weltmeister über 5000 Meter nach Platz zwei über 1500 Meter

Teilnehmer aus deutschsprachigen Ländern:
- Sam Parsons – Finale: Rang 15 in 13:45,89 min
- Maximilian Thorwirth – ausgeschieden im 1. Vorlauf (Rang 16 in 13:43,02 min)
- Mohamed Mohumed – ausgeschieden im 1. Vorlauf (Rang 19 in 13:52,00 min)

### 10.000 m

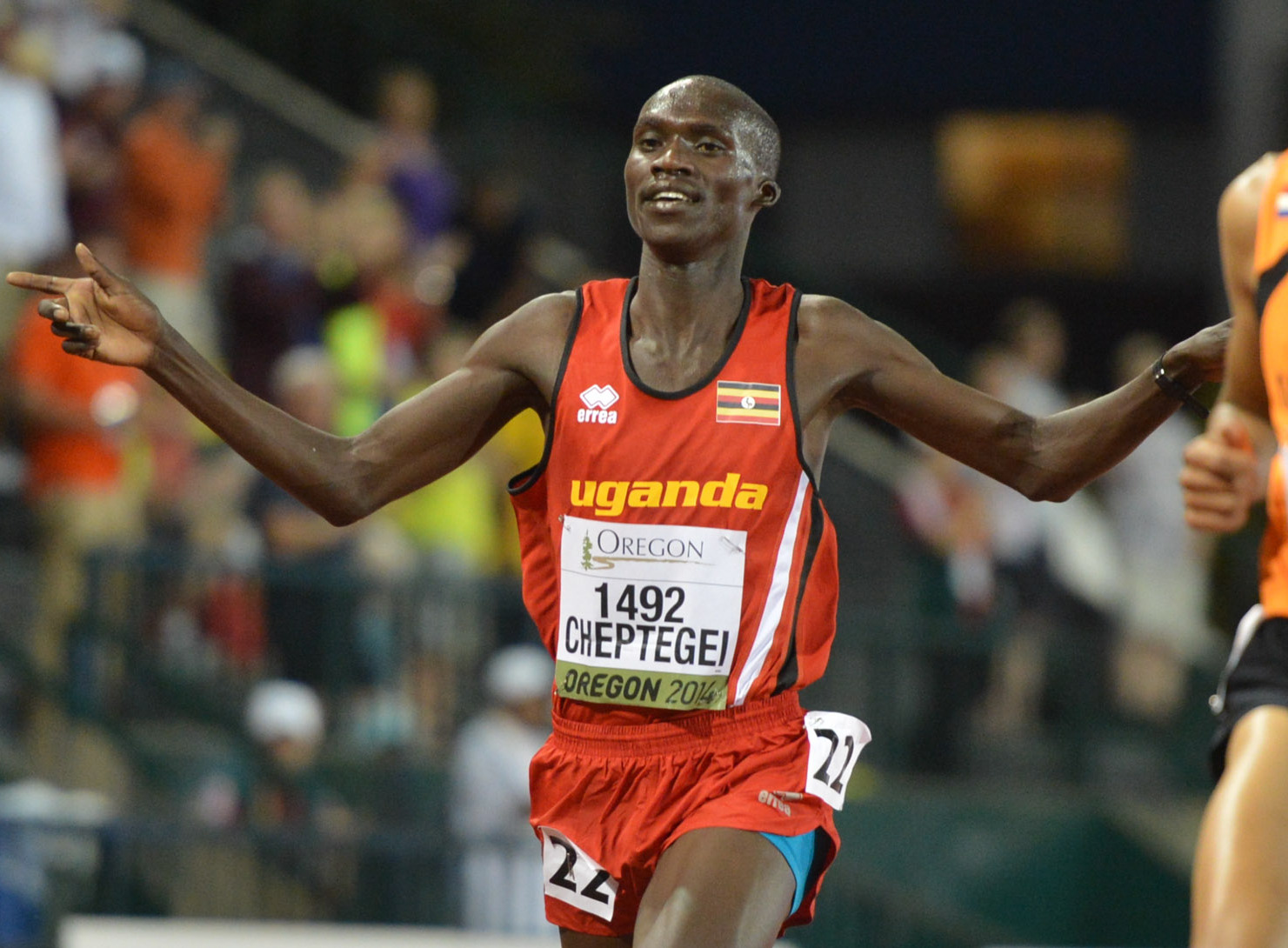
Favoritensieg für Joshua Cheptegei

| Platz | Athlet           | Land | Zeit (min)  |
| ----- | ---------------- | ---- | ----------- |
| 1     | Joshua Cheptegei | UGA  | 27:27,43 SB |
| 2     | Stanley Mburu    | KEN  | 27:27,90 SB |
| 3     | Jacob Kiplimo    | UGA  | 27:27,97 SB |
| 4     | Grant Fisher     | USA  | 27:28,14000 |
| 5     | Selemon Barega   | ETH  | 27:28,39000 |
| 6     | Mohammed Ahmed   | CAN  | 27:30,27000 |
| 7     | Berihu Aregawi   | ETH  | 27:31,00000 |
| 8     | Daniel Mateiko   | KEN  | 27:33,57 SB |

Finale: 17. Juli, 13:00 Uhr
Keine deutschsprachigen Teilnehmer

### Marathon
| Platz | Athlet               | Land | Zeit (h)   |
| ----- | -------------------- | ---- | ---------- |
| 1     | Tamirat Tola         | ETH  | 2:05:36 CR |
| 2     | Mosinet Geremew      | ETH  | 2:06:44000 |
| 3     | Bashir Abdi          | BEL  | 2:06:48000 |
| 4     | Cameron Levins       | CAN  | 2:07:09 NR |
| 5     | Geoffrey Kamworor    | KEN  | 2:07:14 SB |
| 6     | Seifu Tura           | ETH  | 2:07:17000 |
| 7     | Gabriel Geay         | TAN  | 2:07:31 SB |
| 8     | Daniel do Nascimento | BRA  | 2:07:35000 |

Datum: 17. Juli, 06:15 Uhr

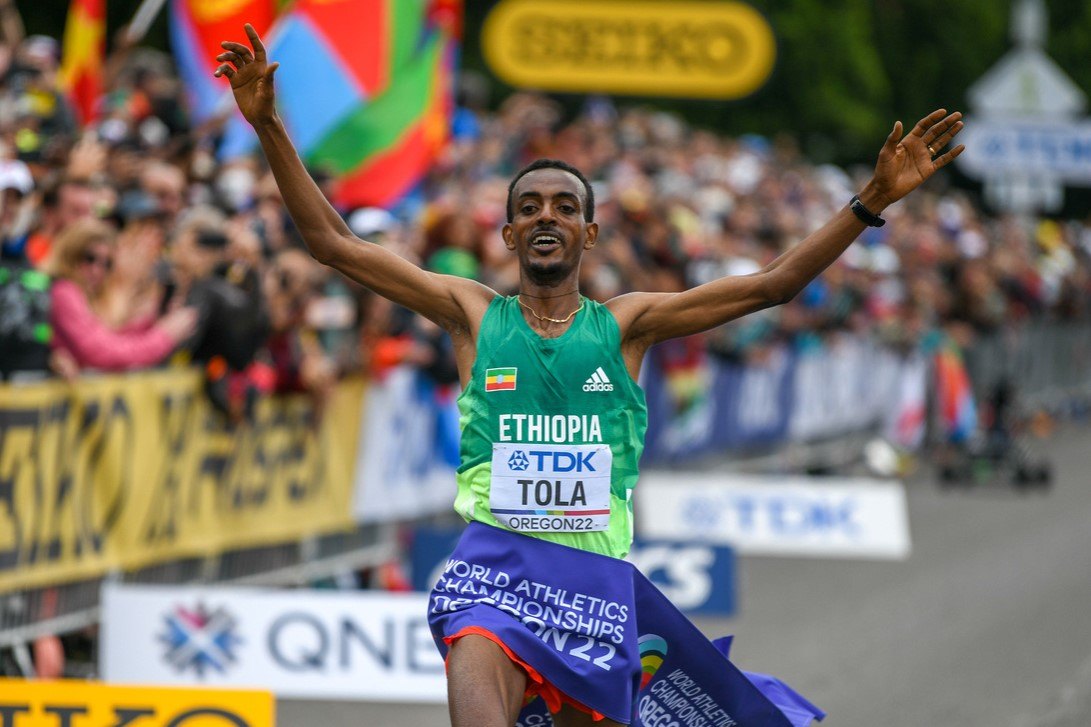
Weltmeister Tamirat Tola beim Zieleinlauf

Teilnehmer aus deutschsprachigen Ländern:

 Tom Gröschel – Rang 43 in 2:14:56 h

### 110 m Hürden
| Platz | Athlet           | Land | Zeit (s)                                  |
| ----- | ---------------- | ---- | ----------------------------------------- |
| 1     | Grant Holloway   | USA  | 13,030000                                 |
| 2     | Trey Cunningham  | USA  | 13,080000                                 |
| 3     | Asier Martínez   | ESP  | 13,17 PB0                                 |
| 4     | Damian Czykier   | POL  | 13,320000                                 |
| 5     | Joshua Zeller    | GBR  | 13,330000                                 |
| DSQ   | Shane Brathwaite | BAR  | IWR 168, TR22.6 – Regelverstoß Hürdenlauf |
| DSQ   | Devon Allen      | USA  | IWR 162, TR16.8 – Fehlstart               |
| DNS   | Hansle Parchment | JAM  |                                           |

Finale: 17. Juli, 19:30 Uhr

Wind: +1,2 m/s

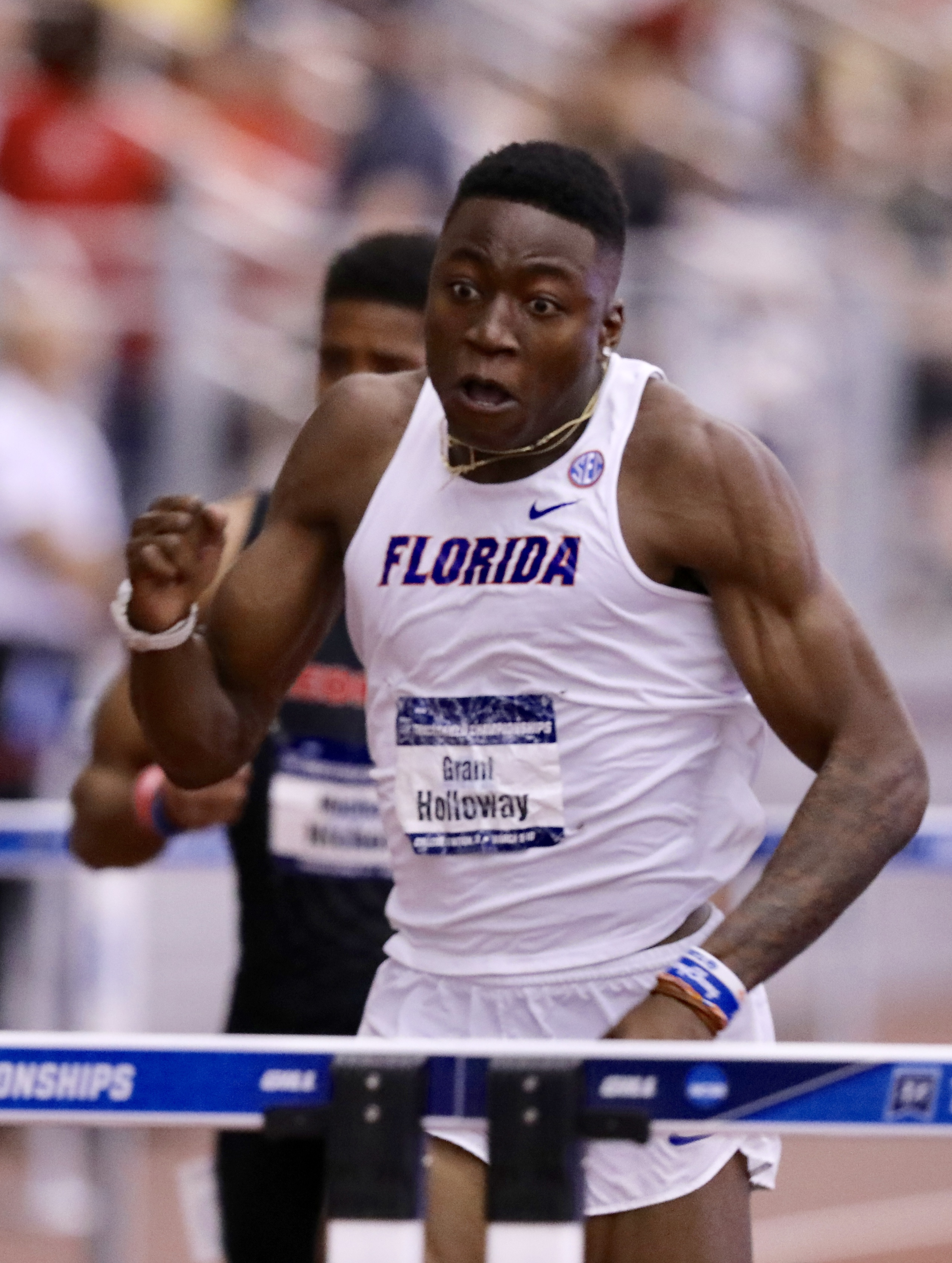
Grant Holloway verteidigte seinen Titel erfolgreich

Teilnehmer aus deutschsprachigen Ländern:
- Jason Joseph – ausgeschieden im 1. Halbfinale (Rang 7 in 13,67 s)
- Gregor Traber – ausgeschieden im 3. Vorlauf (Rang 7 in 13,81 s)

### 400 m Hürden
| Platz | Athlet            | Land | Zeit (s)    |
| ----- | ----------------- | ---- | ----------- |
| 1     | Alison dos Santos | BRA  | 46,29 CR/SR |
| 2     | Rai Benjamin      | USA  | 46,89 SB000 |
| 3     | Trevor Bassitt    | USA  | 47,39 PB000 |
| 4     | Wilfried Happio   | FRA  | 47,41 PB000 |
| 5     | Khallifah Rosser  | USA  | 47,88000000 |
| 6     | Jaheel Hyde       | JAM  | 48,03 PB000 |
| 7     | Karsten Warholm   | NOR  | 48,42000000 |
| 8     | Rasmus Mägi       | EST  | 48,92000000 |

Finale: 19. Juli, 19:50 Uhr

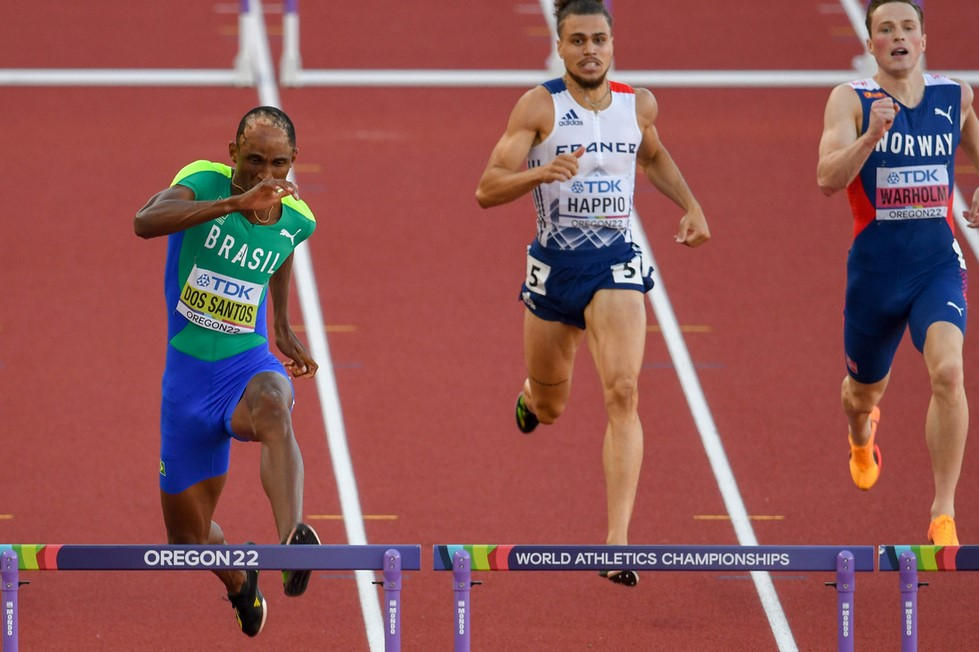
Finale (v. l. n. r.): Alison dos Santos, Wilfried Happio, Karsten Warholm

Teilnehmer aus deutschsprachigen Ländern:
- Julien Bonvin – ausgeschieden im 3. Vorlauf (Rang 5 in 50,40 s)
- Dany Brand – DNS

### 3000 m Hindernis
| Platz | Athlet               | Land | Zeit (min) |
| ----- | -------------------- | ---- | ---------- |
| 1     | Soufiane el-Bakkali  | MAR  | 8:25,13    |
| 2     | Lamecha Girma        | ETH  | 8:26,01    |
| 3     | Conseslus Kipruto    | KEN  | 8:27,92    |
| 4     | Getnet Wale          | ETH  | 8:28,68    |
| 5     | Abraham Kibiwot      | KEN  | 8:28,95    |
| 6     | Evan Jager           | USA  | 8:29,08    |
| 7     | Yemane Haileselassie | ERI  | 8:29,40    |
| 8     | Hillary Bor          | USA  | 8:29,77    |

Finale: 18. Juli, 19:20 Uhr

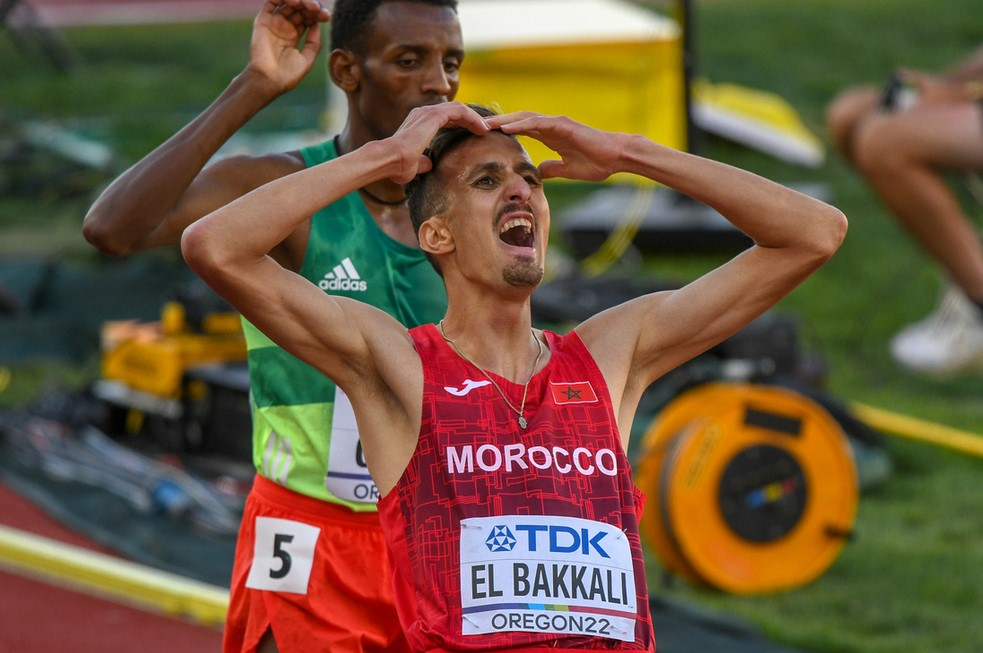
Kurz nach dem Zieleinlauf: Weltmeister Soufiane el-Bakkali, dahinter der zweitplatzierte Lamecha Girma

Teilnehmer aus deutschsprachigen Ländern:
- Karl Bebendorf – ausgeschieden im 3. Vorlauf (Rang 8 in 8:25,73 min)
- Frederik Ruppert – ausgeschieden im 1. Vorlauf (Rang 12 in 8:45,55 min)

### 4 × 100 m Staffel
| Platz | Land           | Athleten | Zeit (s)    |
| ----- | -------------- | --- | ----------- |
| 1     | Kanada         | Aaron Brown Jerome Blake Brendon Rodney Andre De Grasse                                                                      | 37,48 WL/NR |
| 2     | USA            | Christian Coleman Noah Lyles Elijah Hall Marvin Bracy                                                                        | 37,55 SB000 |
| 3     | Großbritannien | Jona Efoloko (Finale) Zharnel Hughes Nethaneel Mitchell-Blake Reece Prescod im Vorlauf außerdem: Adam Gemili                 | 37,83 SB000 |
| 4     | Jamaika        | Ackeem Blake Yohan Blake (Finale) Oblique Seville (Finale) Jelani Walker im Vorlauf außerdem: Kemar Bailey-Cole Conroy Jones | 38,06 SB000 |
| 5     | Ghana          | Sean Safo-Antwi Benjamin Azamati Joseph Oduro Manu Joseph Paul Amoah                                                         | 38,07 NR000 |
| 6     | Südafrika      | Emile Erasmus Tlotliso Leotlela (Finale) Clarence Munyai Akani Simbine im Vorlauf außerdem: Henricho Bruintjies              | 38,10 SB000 |
| 7     | Brasilien      | Rodrigo do Nascimento Felipe Bardi Derick Silva Erik Cardoso                                                                 | 38,25 SB000 |
| DSQ   | Frankreich     | Méba-Mickaël Zézé Pablo Matéo Ryan Zézé Jimmy Vicaut                                                                         |             |

Finale: 23. Juli 2022, 19:50 Uhr
Teilnehmer aus deutschsprachigen Ländern:

 Deutschland (Kevin Kranz, Joshua Hartmann, Owen Ansah, Lucas Ansah-Peprah) – ausgeschieden im 1. Vorlauf (Rang 4 in 38,83 s)
Anmerkung:

Einige Läufer kamen nur im Finale zum Einsatz. Diese Einsätze sind jeweils in Klammern mit einer entsprechenden Anmerkung versehen.

### 4 × 400 m Staffel
| Platz | Land                | Athleten | Zeit (min) |
| ----- | ------------------- | --- | ---------- |
| 1     | USA                 | Elija Godwin Michael Norman (Finale) Bryce Deadmon Champion Allison (Finale) im Vorlauf außerdem: Vernon Norwood Trevor Bassitt     | 2:56,17 WL |
| 2     | Jamaika             | Akeem Bloomfield Nathon Allen (Finale) Jevaughn Powell Christopher Taylor (Finale) im Vorlauf außerdem: Karayme Bartley Anthony Cox | 2:58,58 SB |
| 3     | Belgien             | Dylan Borlée Julien Watrin Alexander Doom (Finale) Kevin Borlée im Vorlauf außerdem: Jonathan Sacoor                                | 2:58,72 SB |
| 4     | Japan               | Fuga Satō Kaitō Kawabata Julian Jrummi Walsh Yuki Joseph Nakajima                                                                   | 2:59,51 AS |
| 5     | Trinidad und Tobago | Dwight St. Hillaire Jereem Richards Shakeem Mc Kay (Finale) Asa Guevara im Vorlauf außerdem: Kashief King                           | 3:00,03 SB |
| 6     | Botswana            | Zibane Ngozi Leungo Scotch Isaac Makwala Bayapo Ndori (Finale) im Vorlauf außerdem: Keitumetse Maitsec                              | 3:00,14 PB |
| 7     | Frankreich          | Thomas Jordier Loïc Prevot Simon Boypa Téo Andant                                                                                   | 3:01,35 SB |
| 8     | Tschechien          | Matěj Krsek Pavel Maslák Michal Desenský Patrik Šorm                                                                                | 3:01,63 NR |

Finale: 24. Juli, 19:35 Uhr

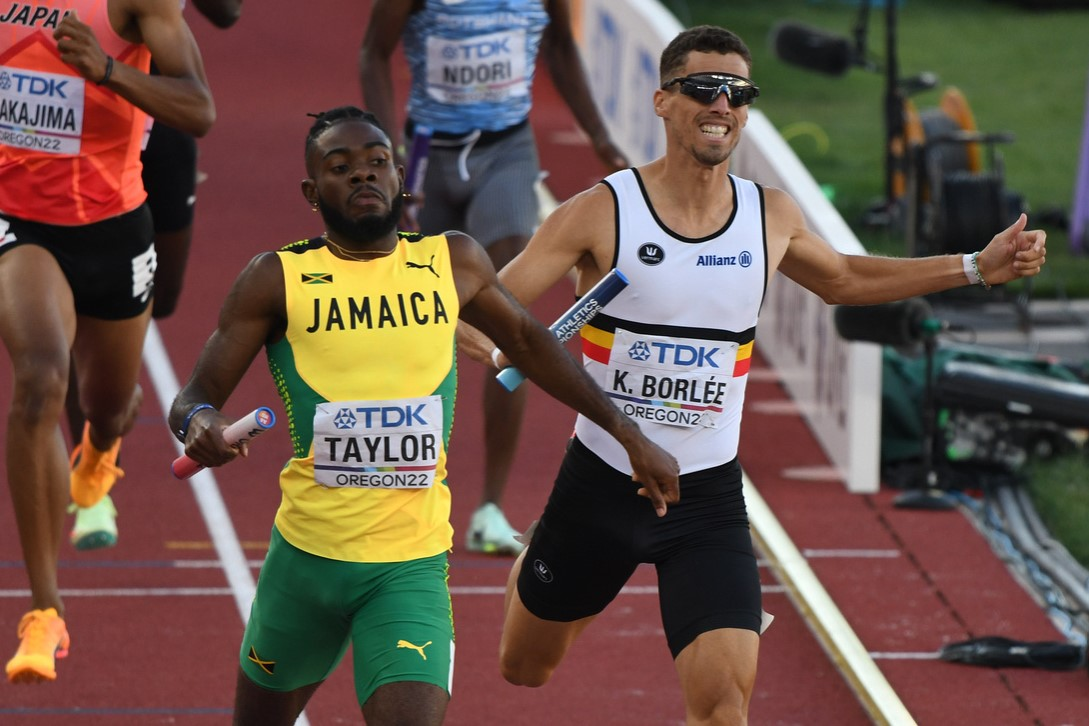
Silbermedaillengewinner Jamaika erreichte das Ziel mit Christopher Taylor als Schlussläufer knapp vor Belgien mit Kevin Borlée

Teilnehmer aus deutschsprachigen Ländern:

 Deutschland (Marvin Schlegel, Manuel Sanders, Marc Koch, Patrick Schneider) – ausgeschieden im 2. Vorlauf (Rang 6 in 3:04,21 min)
Anmerkung:

Einige Läufer kamen nur im Finale zum Einsatz. Diese Einsätze sind jeweils in Klammern mit einer entsprechenden Anmerkung versehen.

### 20 km Gehen
| Platz | Athlet              | Land | Zeit (h)   |
| ----- | ------------------- | ---- | ---------- |
| 1     | Toshikazu Yamanishi | JPN  | 1:19:07 SB |
| 2     | Kōki Ikeda          | JPN  | 1:19:14000 |
| 3     | Perseus Karlström   | SWE  | 1:19:18 SB |
| 4     | Samuel Gathimba     | KEN  | 1:19:25 SB |
| 5     | Brian Pintado       | ECU  | 1:19:34 SB |
| 6     | Caio Bonfim         | BRA  | 1:19:51000 |
| 7     | Álvaro Martín       | ESP  | 1:20:19000 |
| 8     | Hiroto Jusho        | JPN  | 1:20:39000 |

Datum: 15. Juli, 15:10 Uhr
Teilnehmer aus deutschsprachigen Ländern:

 Christopher Linke – DNF

### 35 km Gehen
| Platz | Athlet            | Land | Zeit (h)   |
| ----- | ----------------- | ---- | ---------- |
| 1     | Massimo Stano     | ITA  | 2:23:14 CR |
| 2     | Masatora Kawano   | JPN  | 2:23:15 AS |
| 3     | Perseus Karlström | SWE  | 2:23:44 PB |
| 4     | Brian Pintado     | ECU  | 2:24:37 AM |
| 5     | He Xianghong      | CHN  | 2:24:45 NR |
| 6     | Evan Dunfee       | CAN  | 2:25:02 NA |
| 7     | Caio Bonfim       | BRA  | 2:25:14 NR |
| 8     | Eider Arévalo     | COL  | 2:25:21 NR |

Datum: 24. Juli, 6:15 Uhr

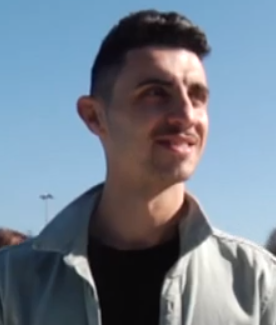
Massimo Stano wurde erster Weltmeister auf dieser neuen Distanz für die Geher

Teilnehmer aus deutschsprachigen Ländern:
- Karl Junghannß – Rang 34 in 2:38:50 h
- Carl Dohmann – Rang 40 in 2:45:44 h

### Hochsprung
| Platz | Athlet             | Land | Höhe (m) |
| ----- | ------------------ | ---- | -------- |
| 1     | Mutaz Essa Barshim | QAT  | 2,37 WL  |
| 2     | Woo Sang-hyeok     | KOR  | 2,35 NR  |
| 3     | Andrij Prozenko    | UKR  | 2,33 SB  |
| 4     | Gianmarco Tamberi  | ITA  | 2,33 SB  |
| 5     | Shelby McEwen      | USA  | 2,30000  |
| 6     | Django Lovett      | CAN  | 2,27000  |
| 6     | Luis Zayas         | CUB  | 2,27000  |
| 8     | Tomohiro Shinno    | JPN  | 2,27000  |

Finale: 18. Juli, 17:45 Uhr

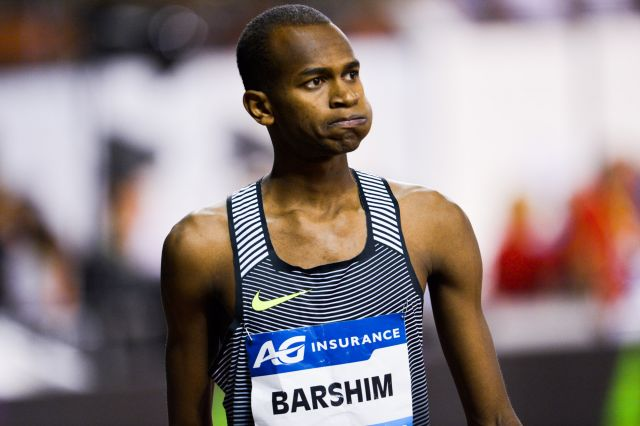
Mutaz Essa Barshim errang seinen dritten WM-Titel in Folge

Teilnehmer aus deutschsprachigen Ländern:
- Mateusz Przybylko – Finale: Rang 12 mit 2,24 m
- Tobias Potye – ausgeschieden in der Qualifikation, Gruppe A (Rang 9 mit 2,21 m)
- Loïc Gasch – ausgeschieden in der Qualifikation, Gruppe A (Rang 11 mit 2,21 m)

### Stabhochsprung
| Platz | Athlet               | Land | Höhe (m) |
| ----- | -------------------- | ---- | -------- |
| 1     | Armand Duplantis     | SWE  | 6,21 WR  |
| 2     | Christopher Nilsen   | USA  | 5,94000  |
| 3     | Ernest John Obiena   | PHI  | 5,94 AS  |
| 4     | Thiago Braz          | BRA  | 5,87000  |
| 5     | Oleg Zernikel        | GER  | 5,87 PB  |
| 5     | Renaud Lavillenie    | FRA  | 5,87000  |
| 7     | Bo Kanda Lita Baehre | GER  | 5,87000  |
| 8     | Ersu Şaşma           | TUR  | 5,80 NR  |

Finale: 24. Juli, 17:25 Uhr

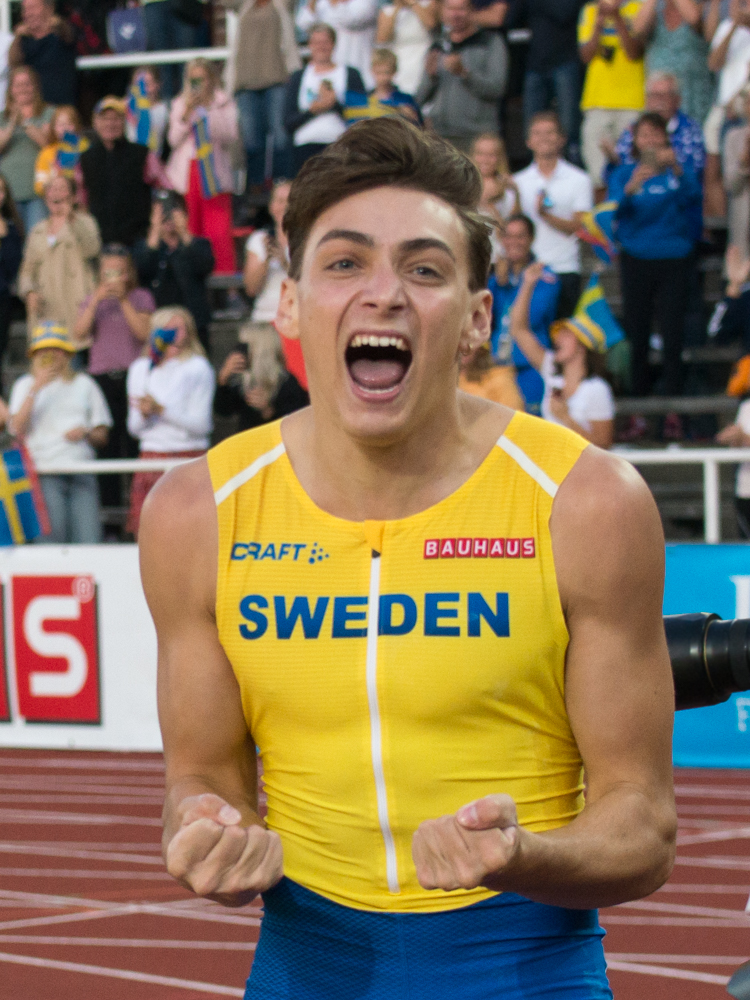
Armand Duplantis – Weltmeister mit Weltrekord

Weiterer Teilnehmer aus einem deutschsprachigen Land:

 Torben Blech – ausgeschieden in der Qualifikation, Gruppe A (NM)

### Weitsprung
| Platz | Athlet              | Land | Weite (m) |
| ----- | ------------------- | ---- | --------- |
| 1     | Wang Jianan         | CHN  | 8,36 SB   |
| 2     | Miltiadis Tendoglou | GRE  | 8,32000   |
| 3     | Simon Ehammer       | SUI  | 8,16000   |
| 4     | Maykel Massó        | CUB  | 8,15 SB   |
| 5     | Steffin McCarter    | USA  | 8,04000   |
| 6     | Marquis Dendy       | USA  | 8,02000   |
| 7     | Murali Sreeshankar  | IND  | 7,96000   |
| 8     | Eusebio Cáceres     | ESP  | 7,93000   |

Finale: 16. Juli, 18:20 Uhr
Weiterer Teilnehmer aus einem deutschsprachigen Land:

 Benjamin Gföhler – ausgeschieden in der Qualifikation, Gruppe B (Rang 14 mit 7,41 m)

### Dreisprung
| Platz | Athlet               | Land   | Weite (m) |
| ----- | -------------------- | ------ | --------- |
| 1     | Pedro Pichardo       | POR    | 17,95 WL  |
| 2     | Hugues Fabrice Zango | BUR    | 17,55 SB  |
| 3     | Zhu Yaming           | CHN    | 17,31 SB  |
| 4     | Andrea Dallavalle    | ITA    | 17,25000  |
| 5     | Emmanuel Ihemeje     | ITA    | 17,17 w0  |
| 6     | Donald Scott         | USA    | 17,14000  |
| 7     | Almir dos Santos     | BRA    | 16,87000  |
| 8     | Jean-Marc Pontvianne | FRA000 | 16,86000  |

Finale: 23. Juli, 18:00 Uhr

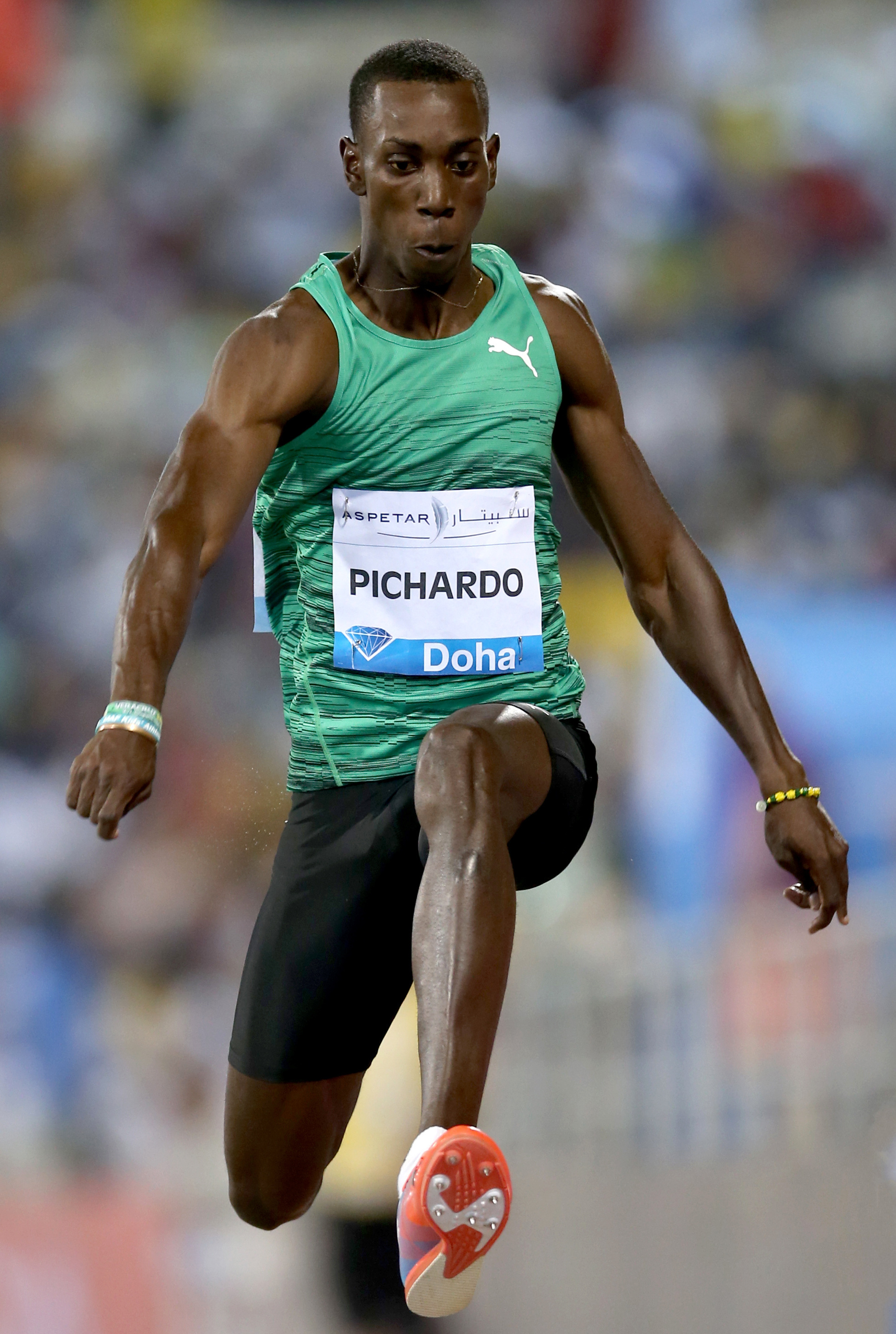
Pedro Pichardo – Weltmeister mit Weltjahresbestleistung

Teilnehmer aus deutschsprachigen Ländern:

 Max Heß – ausgeschieden in der Qualifikation, Gruppe A (Rang 7 mit 16,64 m)

### Kugelstoßen
| Platz | Athlet           | Land | Weite (m) |
| ----- | ---------------- | ---- | --------- |
| 1     | Ryan Crouser     | USA  | 22,94 CR  |
| 2     | Joe Kovacs       | USA  | 22,89 SB  |
| 3     | Josh Awotunde    | USA  | 22,29 PB  |
| 4     | Tomas Walsh      | NZL  | 22,08000  |
| 5     | Darlan Romani    | BRA  | 21,92000  |
| 6     | Filip Mihaljević | CRO  | 21,82000  |
| 7     | Jacko Gill       | NZL  | 21,40000  |
| 8     | Adrian Piperi    | USA  | 20,93000  |

Finale: 17. Juli, 18:27 Uhr

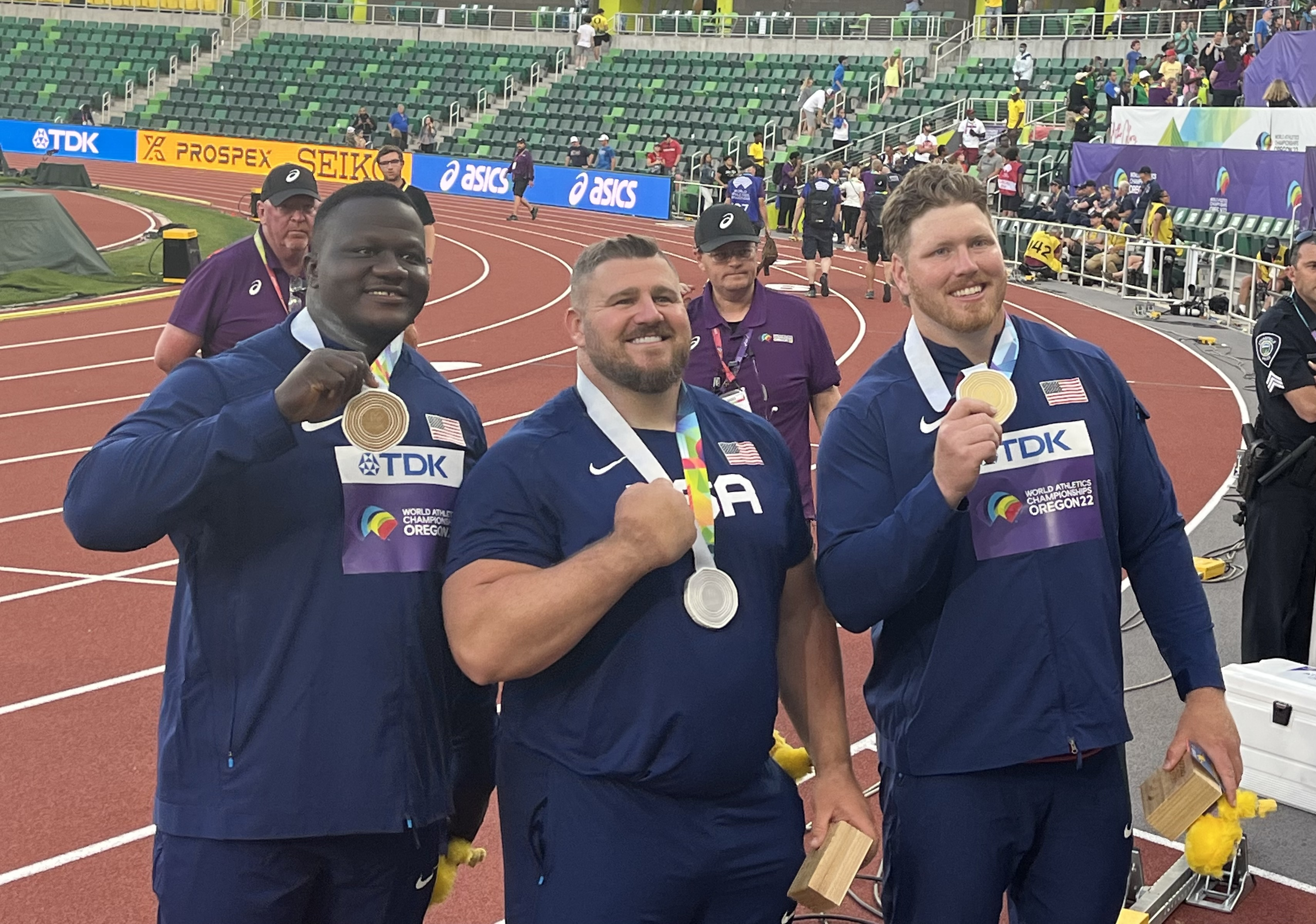
Die drei Medaillengewinner (v. l. n. r.): Josh Awotunde, Joe Kovacs und Ryan Crouser

Teilnehmer aus deutschsprachigen Ländern:

 Simon Bayer – ausgeschieden in der Qualifikation, Gruppe B (Rang 11 mit 19,71 m)

### Diskuswurf
| Platz | Athlet           | Land | Weite (m) |
| ----- | ---------------- | ---- | --------- |
| 1     | Kristjan Čeh     | SLO  | 71,13 CR  |
| 2     | Mykolas Alekna   | LTU  | 69,27000  |
| 3     | Andrius Gudžius  | LTU  | 67,55000  |
| 4     | Daniel Ståhl     | SWE  | 67,10000  |
| 5     | Simon Pettersson | SWE  | 67,00000  |
| 6     | Matthew Denny    | AUS  | 66,47000  |
| 7     | Alin Firfirică   | ROU  | 65,57 SB  |
| 8     | Alex Rose        | SAM  | 65,57000  |

Finale: 19. Juli, 18:33 Uhr

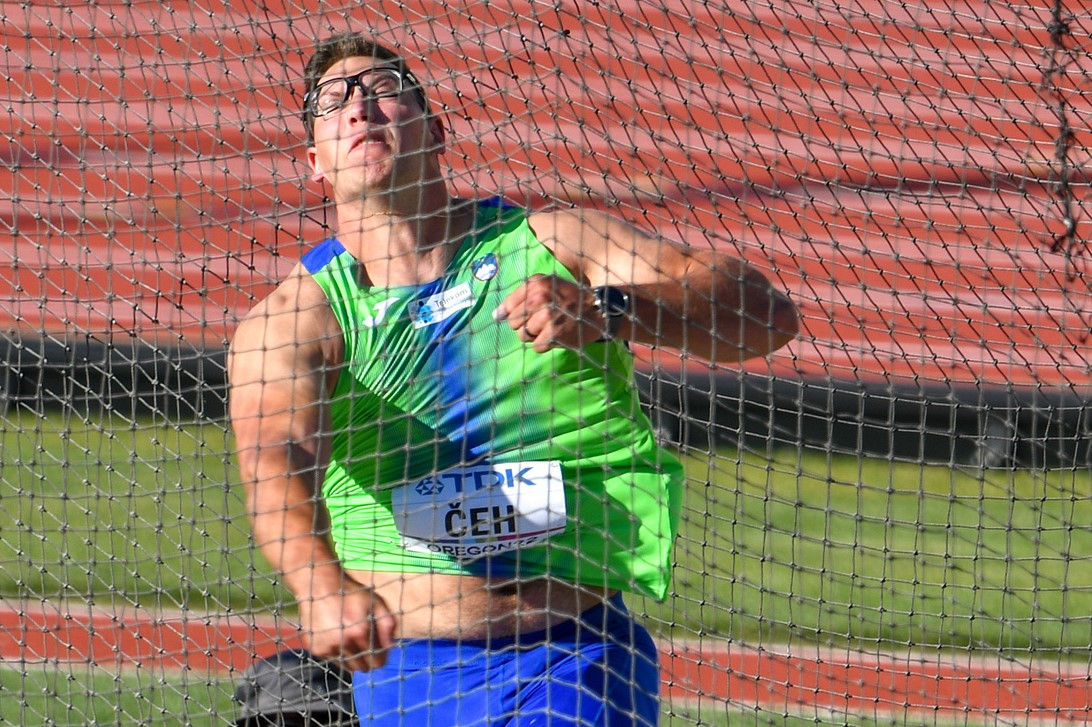
Kristjan Čeh – Weltmeister mit Meisterschaftsrekord

Teilnehmer aus deutschsprachigen Ländern:
- Lukas Weißhaidinger – Finale Rang 10 mit 63,98 m
- Martin Wierig – ausgeschieden in der Qualifikation, Gruppe B (Rang 6 mit 62,28 m)
- Henrik Janssen – ausgeschieden in der Qualifikation, Gruppe B (Rang 8 mit 61,85 m)
- Torben Brandt – ausgeschieden in der Qualifikation, Gruppe A (Rang 14 mit 54,11 m)

### Hammerwurf
| Platz | Athlet           | Land | Weite (m) |
| ----- | ---------------- | ---- | --------- |
| 1     | Paweł Fajdek     | POL  | 81,98 WL  |
| 2     | Wojciech Nowicki | POL  | 81,03000  |
| 3     | Eivind Henriksen | NOR  | 80,87 SB  |
| 4     | Quentin Bigot    | FRA  | 80,24000  |
| 5     | Bence Halász     | HUN  | 80,15 PB  |
| 6     | Rudy Winkler     | USA  | 78,99000  |
| 7     | Mychajlo Kochan  | UKR  | 78,83 SB  |
| 8     | Daniel Haugh     | USA  | 78,10000  |

Finale: 16. Juli, 12:00 Uhr

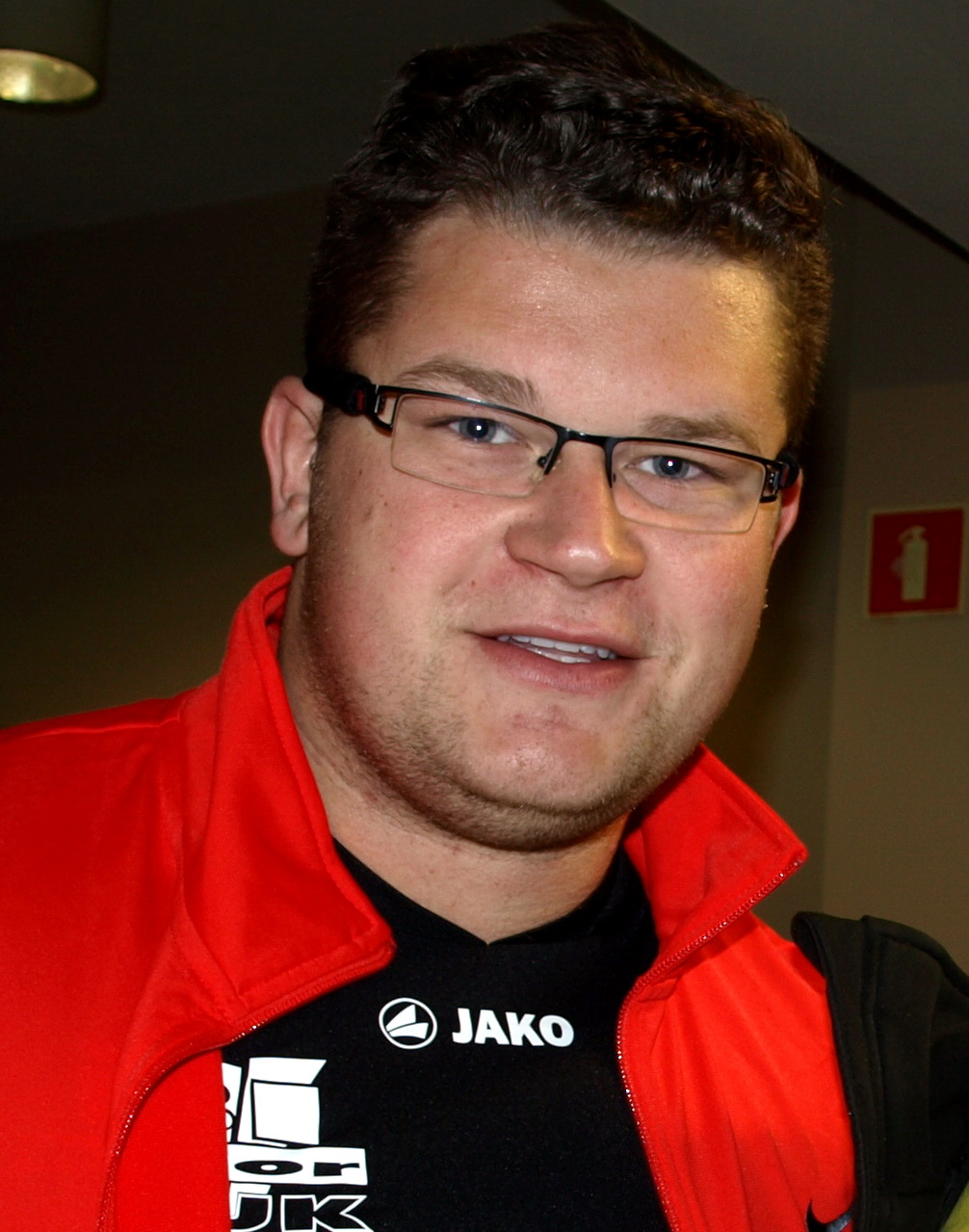
Fünfter WM-Titel in Folge für Pawel Fajdek

Teilnehmer aus deutschsprachigen Ländern:

 Tristan Schwandtke – ausgeschieden in der Qualifikation, Gruppe A (Rang 10 mit 72,87 m)

### Speerwurf
| Platz | Athlet          | Land | Weite (m) |
| ----- | --------------- | ---- | --------- |
| 1     | Anderson Peters | GRN  | 90,54000  |
| 2     | Neeraj Chopra   | IND  | 88,13000  |
| 3     | Jakub Vadlejch  | CZE  | 88,09000  |
| 4     | Julian Weber    | GER  | 86,86000  |
| 5     | Arshad Nadeem   | PAK  | 86,16 SB  |
| 6     | Lassi Etelätalo | FIN  | 82,70 SB  |
| 7     | Andrian Mardare | MDA  | 82,26000  |
| 8     | Oliver Helander | FIN  | 82,24000  |

Finale: 23. Juli, 18:35 Uhr

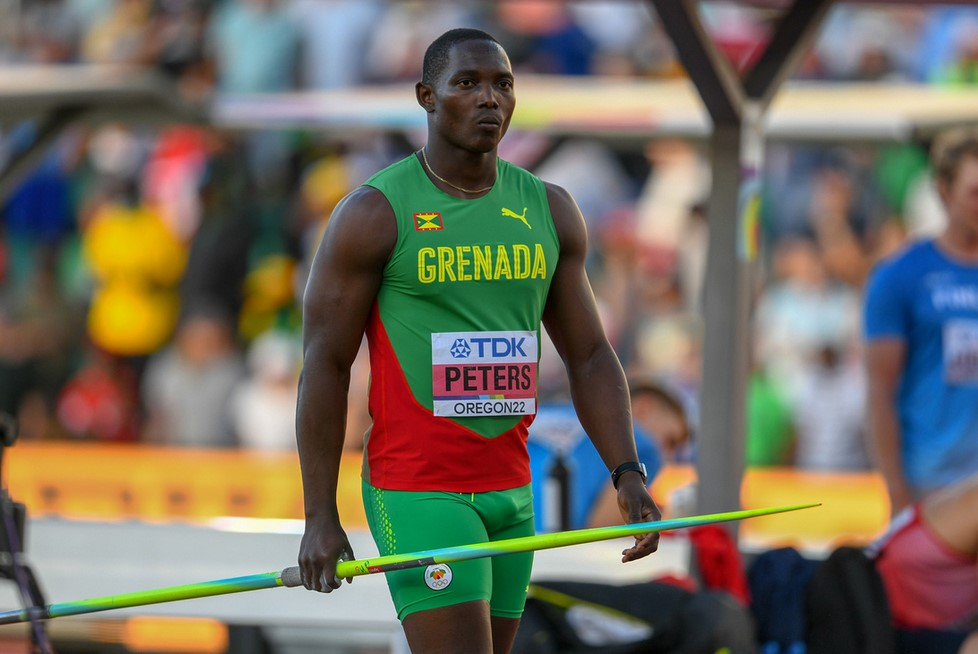
Anderson Peters verteidigte souverän seinen WM-Titel

Weiterer Teilnehmer aus einem deutschsprachigen Land:

 Andreas Hofmann – ausgeschieden in der Qualifikation, Gruppe A (NM)

### Zehnkampf
| Platz | Athlet              | Land | Punkte |
| ----- | ------------------- | ---- | ------ |
| 1     | Kevin Mayer         | FRA  | 8816   |
| 2     | Pierce Lepage       | CAN  | 8701   |
| 3     | Zach Ziemek         | USA  | 8676   |
| 4     | Ayden Owens-Delerme | PUR  | 8532   |
| 5     | Lindon Victor       | GRN  | 8474   |
| 6     | Niklas Kaul         | GER  | 8434   |
| 7     | Maicel Uibo         | EST  | 8425   |
| 8     | Cedric Dubler       | AUS  | 8246   |

Finale: 23./24. Juli

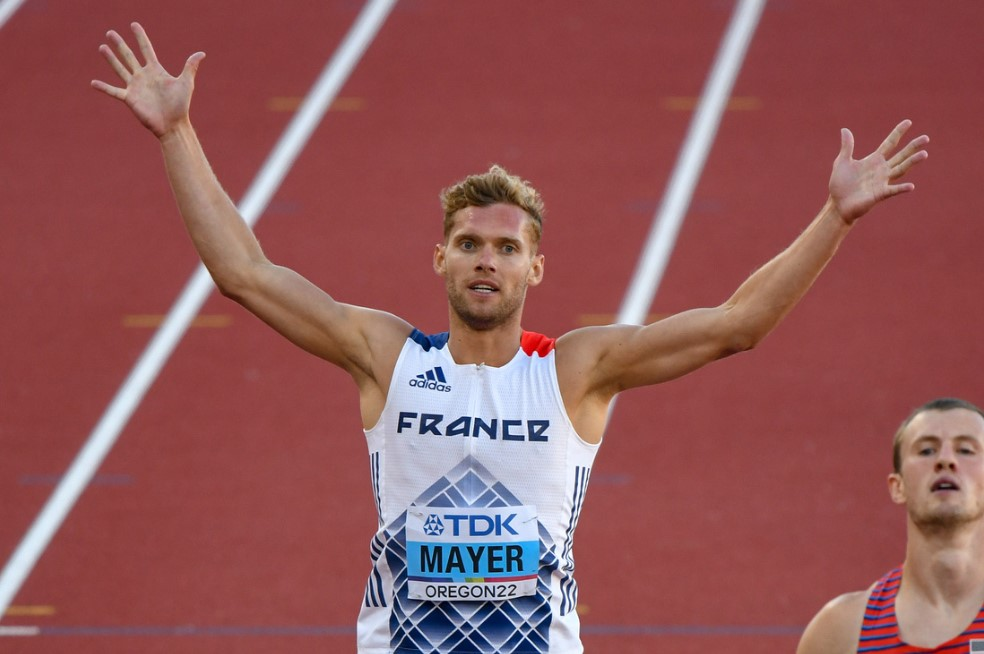
Weltrekordinhaber Kevin Mayer wurde zum zweiten Mal Weltmeister nach 2017

Weitere Teilnehmer aus deutschsprachigen Ländern:
- Leo Neugebauer – Rang 10 mit 8182 Punkten
- Kai Kazmirek – Rang 12 mit 8113 Punkten
- Tim Nowak – Rang 18 mit 7008 Punkten

## Resultate Frauen

### 100 m
| Platz | Athletin                | Land | Zeit (s)     |
| ----- | ----------------------- | ---- | ------------ |
| 1     | Shelly-Ann Fraser-Pryce | JAM  | 10,67 CR/=WL |
| 2     | Shericka Jackson        | JAM  | 10,73 PB0000 |
| 3     | Elaine Thompson-Herah   | JAM  | 10,810000000 |
| 4     | Dina Asher-Smith        | GBR  | 10,83 =NR000 |
| 5     | Mujinga Kambundji       | SUI  | 10,910000000 |
| 6     | Aleia Hobbs             | USA  | 10,920000000 |
| 7     | Marie-Josée Ta Lou      | CIV  | 10,930000000 |
| 8     | Melissa Jefferson       | USA  | 11,030000000 |

Finale: 17. Juli, 19:50 Uhr

Wind: +0,8 m/s

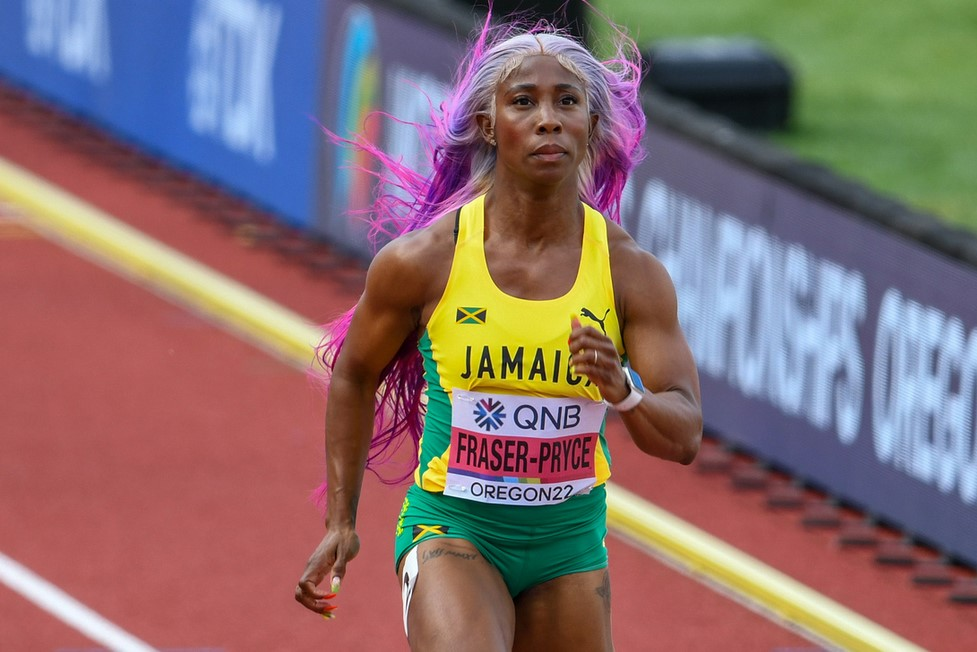
Zehnter WM-Titel für
Shelly-Ann Fraser-Pryce

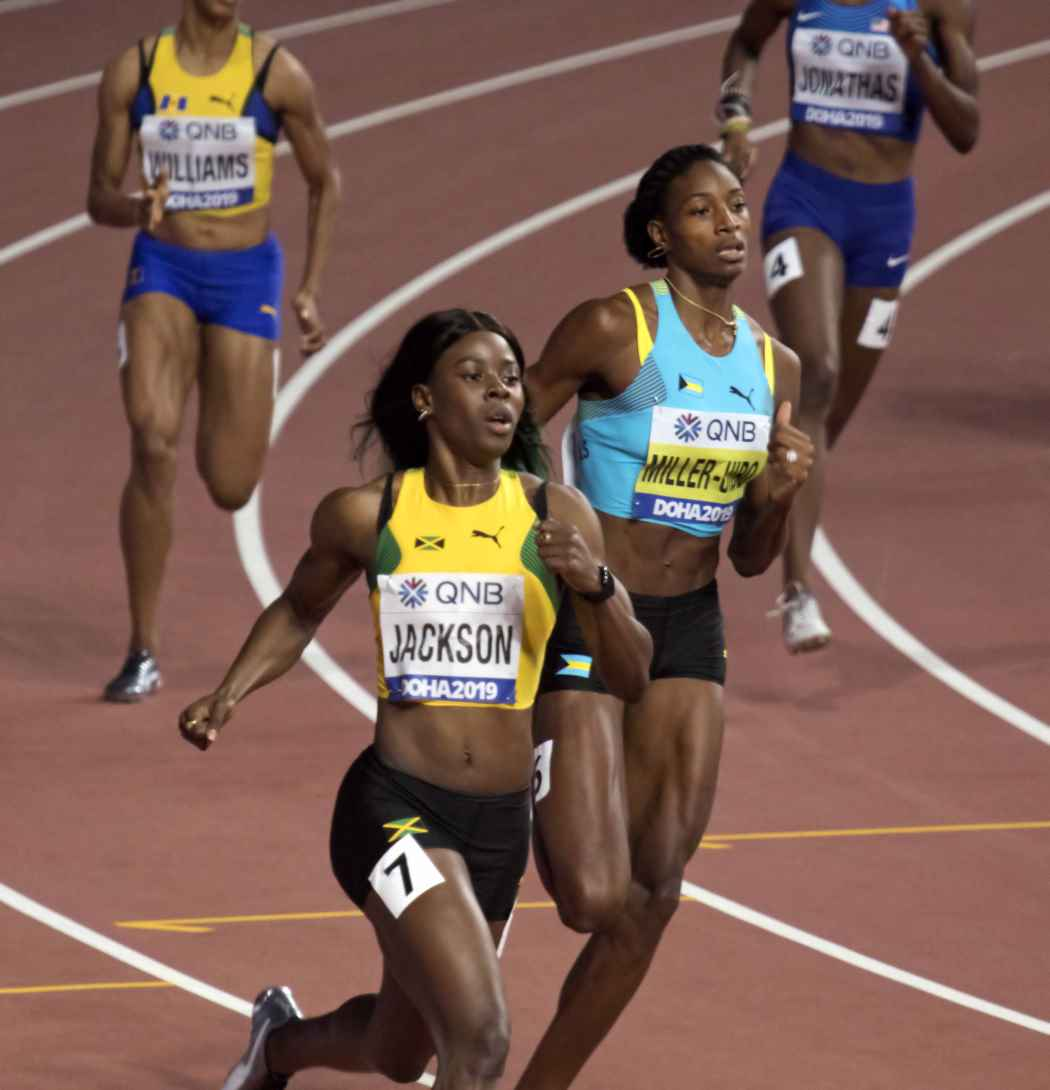
Shericka Jackson (hier als Führende) wurde Weltmeisterin mit neuem Meisterschaftsrekord

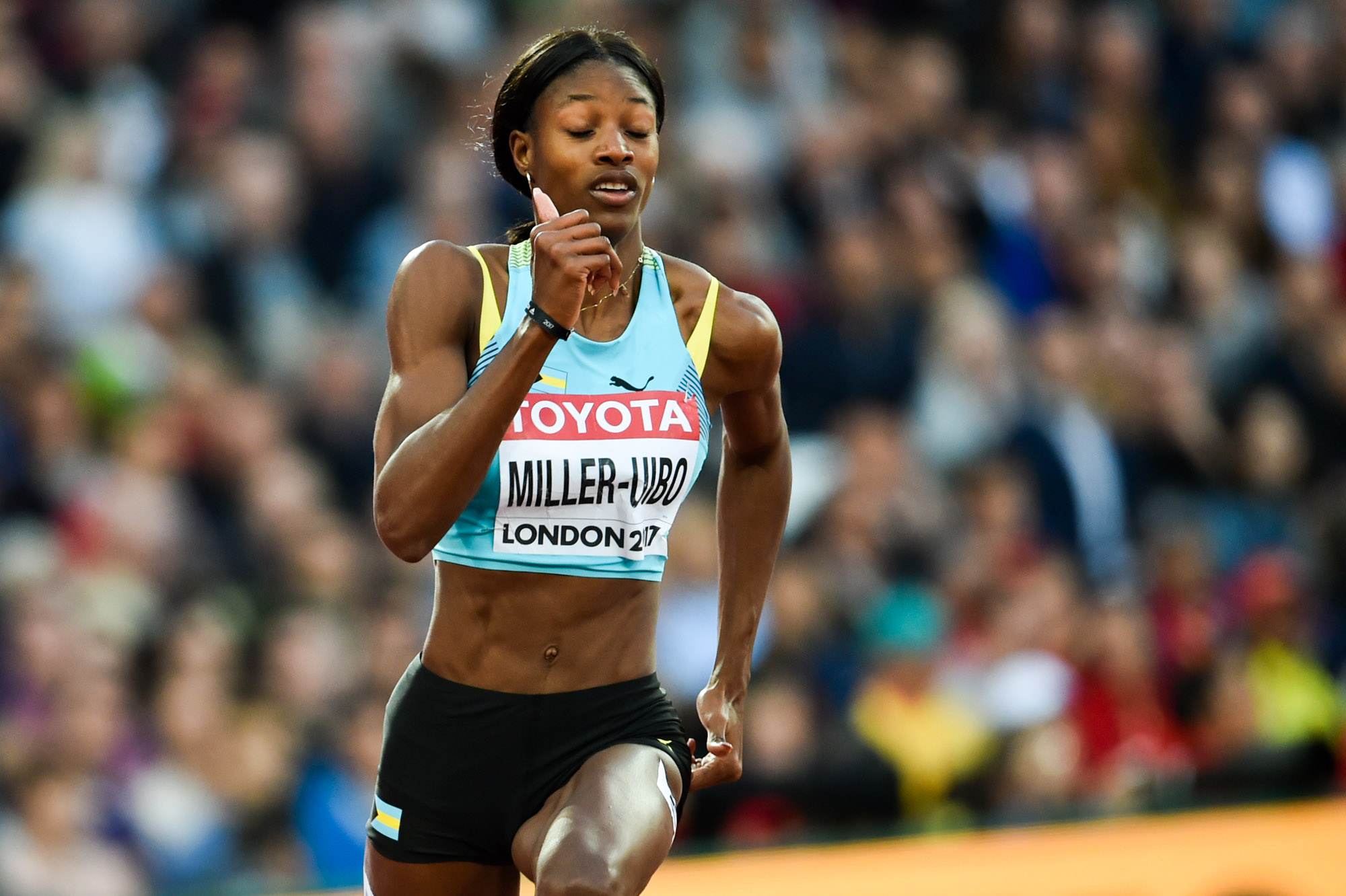
Weltmeisterin Shaunae Miller-Uibo

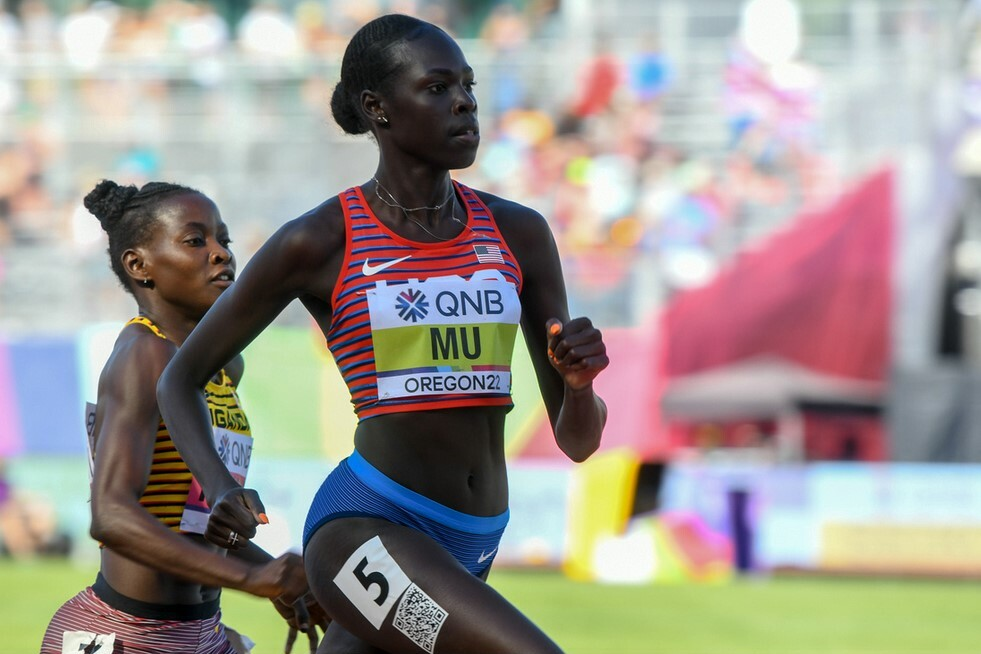
Wie im Jahr zuvor bei den Olympischen Spielen gewann Athing Mu Gold

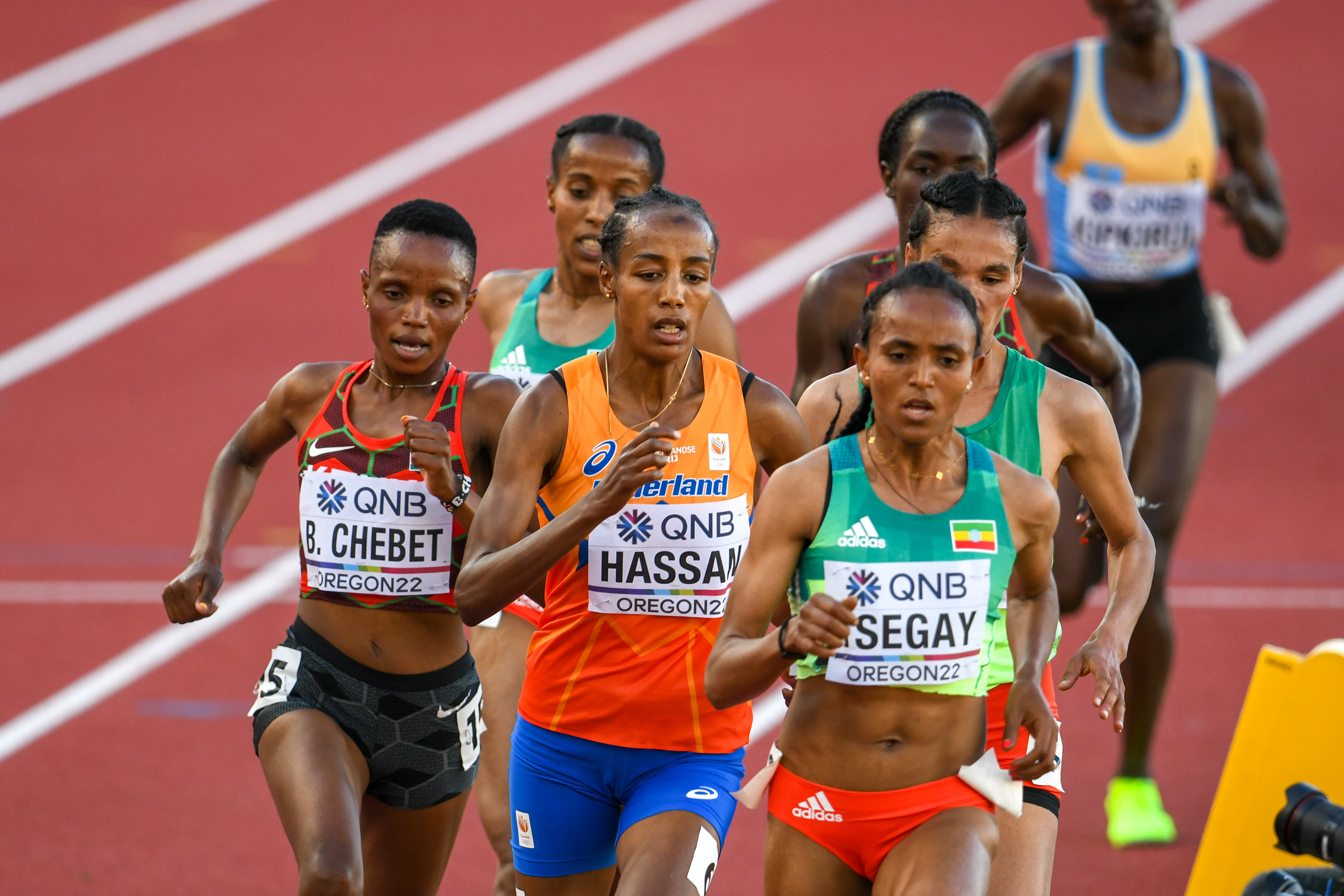
Die Führungsgruppe des 5000-Meter-Laufs in der Schlussphase

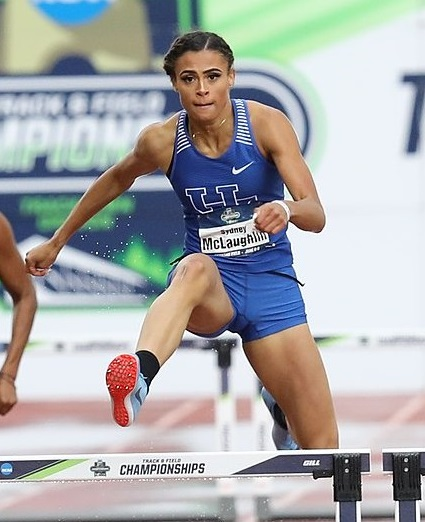
Sydney McLaughlin gewann nach Gold bei Olympia auch WM-Gold

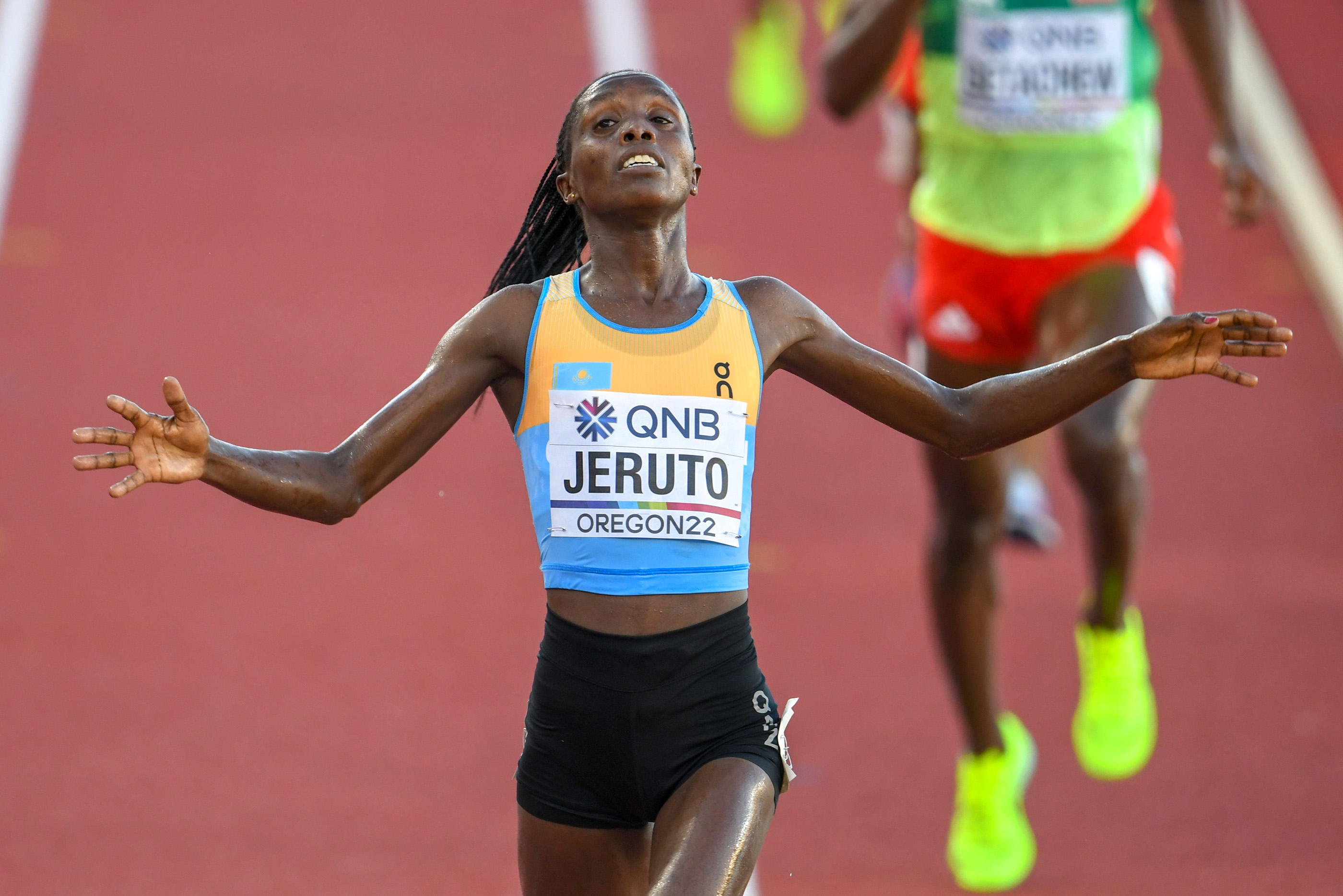
Norah Jeruto siegte mit neuem Meisterschafts- und neuem kasachischen Landesrekord

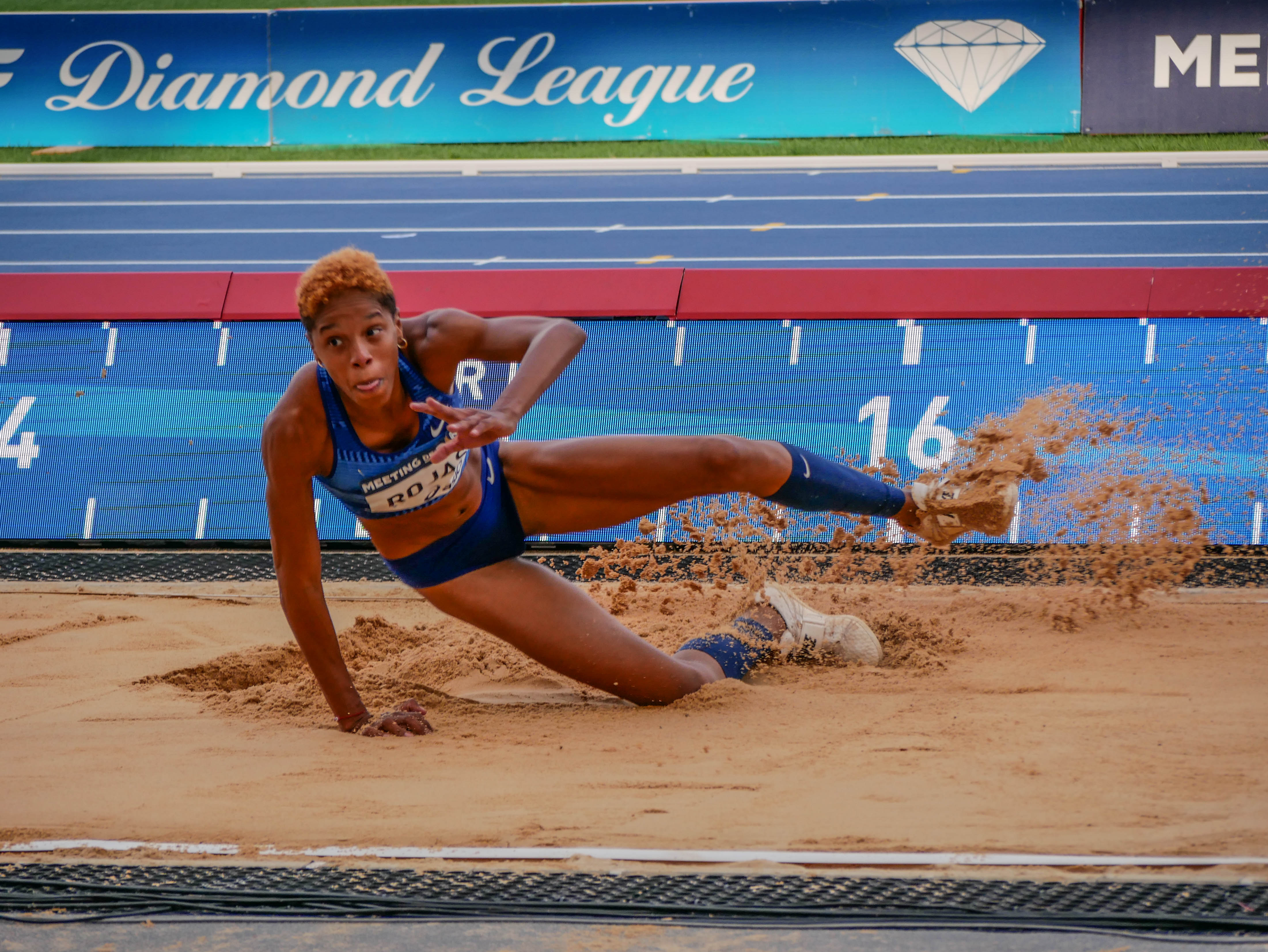
Yulimar Rojas errang ihren dritten WM-Titel in Folge

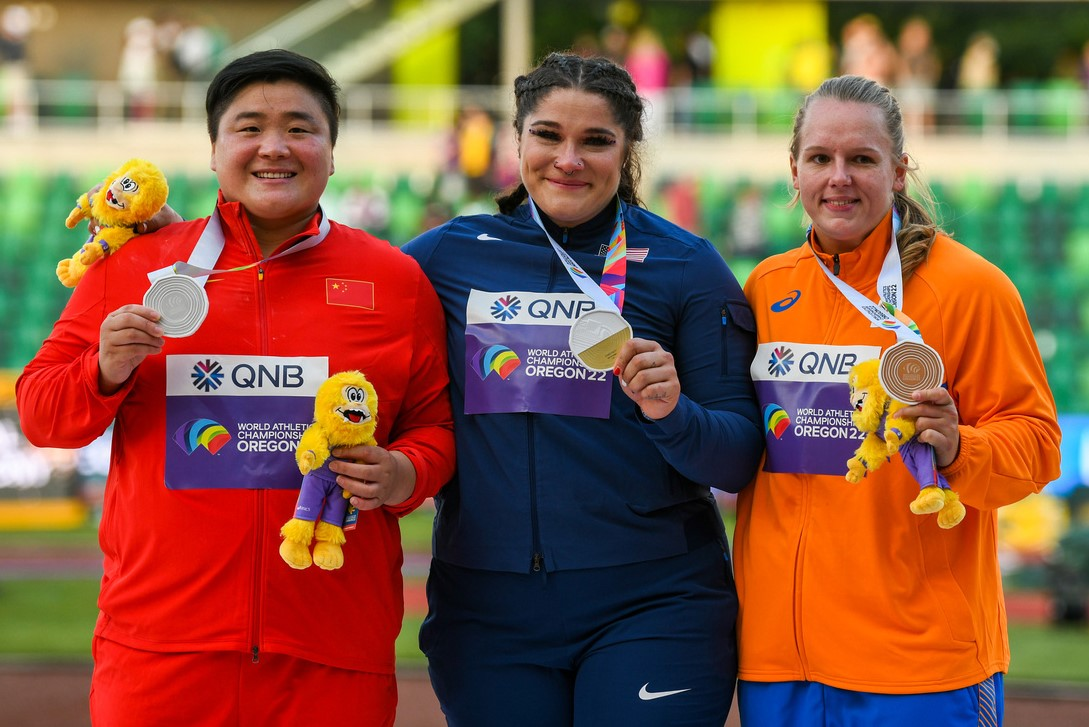
Die Medaillengewinnerinnen von Eugene (v. l. n. r.): Gong Lijiao, Chase Ealey, Jessica Schilder

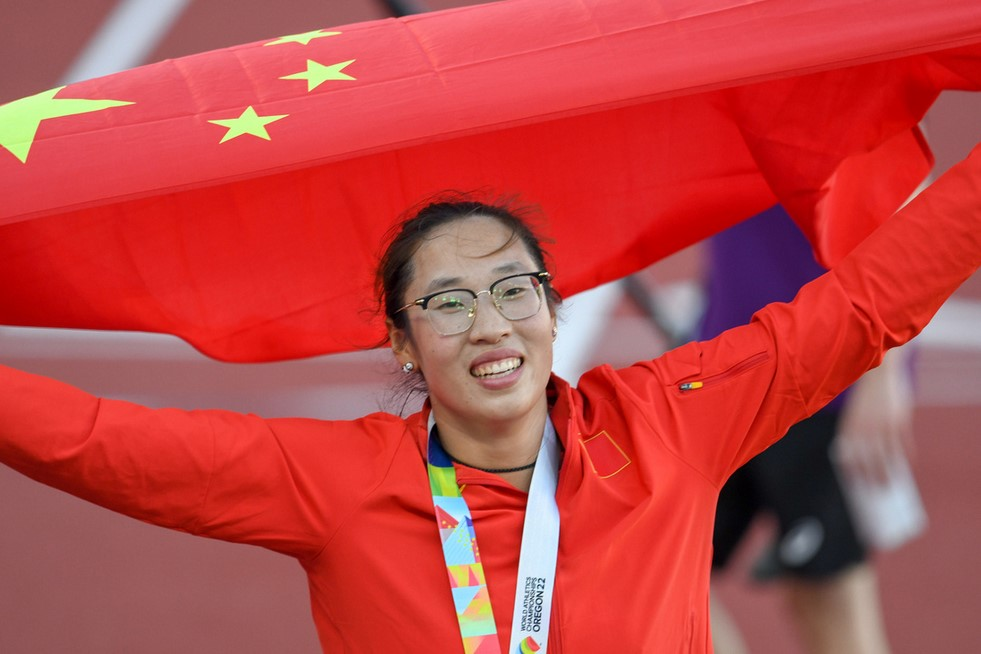
Weltmeisterin Feng Bin

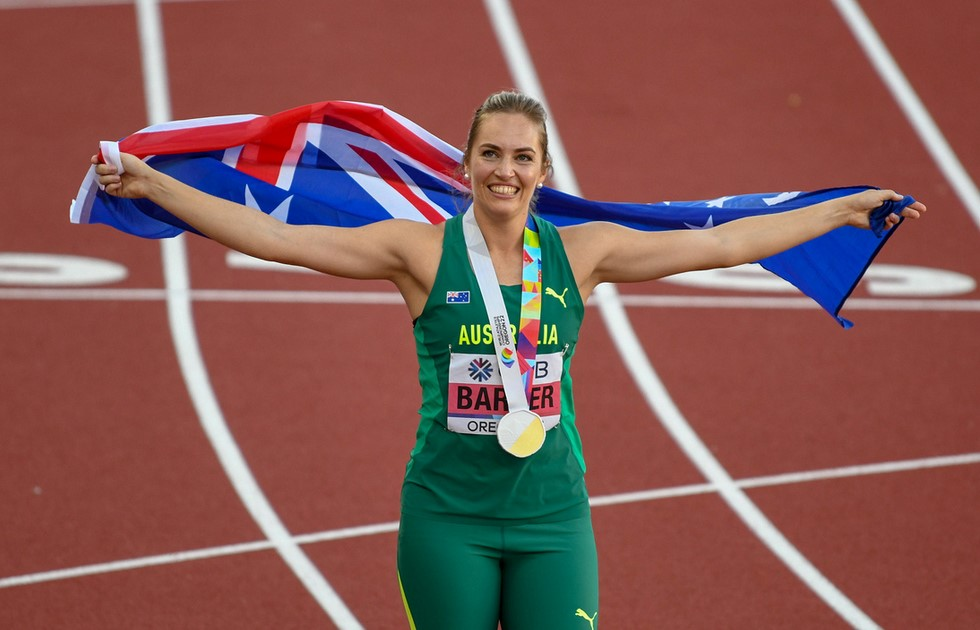
Die Olympiazweite von 2021 Kelsey-Lee Barber wurde nach 2019 zum zweiten Mal Weltmeisterin

Weitere Teilnehmerinnen aus deutschsprachigen Ländern:
- Gina Lückenkemper – ausgeschieden im 3. Halbfinale (Rang 4 in 11,08 s / Wind: +0,4 m/s)
- Alexandra Burghardt – ausgeschieden im 5. Vorlauf (Rang 6 in 11,29 s / Wind: +1,2 m/s)
- Géraldine Frey – ausgeschieden im 4. Vorlauf (Rang 5 in 11,30 s / Wind: +0,8 m/s)
- Ajla Del Ponte – ausgeschieden im 6. Vorlauf (Rang 5 in 11,41 s / Wind: +0,1 m/s)

### 200 m
| Platz | Athletin                | Land | Zeit (s) |
| ----- | ----------------------- | ---- | -------- |
| 1     | Shericka Jackson        | JAM  | 21,45 CR |
| 2     | Shelly-Ann Fraser-Pryce | JAM  | 21,81 SB |
| 3     | Dina Asher-Smith        | GBR  | 22,02000 |
| 4     | Aminatou Seyni          | NIG  | 22,12000 |
| 5     | Abby Steiner            | USA  | 22,26000 |
| 6     | Tamara Clark            | USA  | 22,32000 |
| 7     | Elaine Thompson-Herah   | JAM  | 22,39000 |
| 8     | Mujinga Kambundji       | SUI  | 22,55000 |

Finale: 21. Juli, 19:35 Uhr

Wind: +0,6 m/s
Weitere Teilnehmerinnen aus deutschsprachigen Ländern:
- Jessica-Bianca Wessolly – ausgeschieden im 3. Halbfinale (Rang 7 in 23,33 s / Wind: −0,1 m/s)
- Sophia Junk – ausgeschieden im 2. Vorlauf (Rang 5 in 23,27 s / Wind: −0,2 m/s)

### 400 m
| Platz | Athletin                | Land | Zeit (s) |
| ----- | ----------------------- | ---- | -------- |
| 1     | Shaunae Miller-Uibo     | BAH  | 49,11 WL |
| 2     | Marileidy Paulino       | DOM  | 49,60000 |
| 3     | Sada Williams           | BAR  | 49,75 NR |
| 4     | Lieke Klaver            | NED  | 50,33000 |
| 5     | Stephenie Ann McPherson | JAM  | 50,36000 |
| 6     | Fiordaliza Cofil        | DOM  | 50,97000 |
| 7     | Candice McLeod          | JAM  | 50,78000 |
| 8     | Anna Kiełbasińska       | POL  | 50,81000 |

Finale: 22. Juli, 19:15 Uhr
Teilnehmerinnen aus deutschsprachigen Ländern:
- Susanne Walli – ausgeschieden im 2. Halbfinale (Rang 8 in 52,37 s)
- Silke Lemmens – ausgeschieden im 5. Vorlauf (Rang 5 in 52,86 s)

### 800 m
| Platz | Athletin         | Land | Zeit (min) |
| ----- | ---------------- | ---- | ---------- |
| 1     | Athing Mu        | USA  | 1:56,30 WL |
| 2     | Keely Hodgkinson | GBR  | 1:56,38 SB |
| 3     | Mary Moraa       | KEN  | 1:56,71 PB |
| 4     | Diribe Welteji   | ETH  | 1:57,02 PB |
| 5     | Natoya Goule     | JAM  | 1:57,90 SB |
| 6     | Raevyn Rogers    | USA  | 1:58,26000 |
| 7     | Anita Horvat     | SLO  | 1:59,83000 |
| 8     | Ajeé Wilson      | USA  | 2:00,19000 |

Finale: 24. Juli, 18:35 Uhr
Teilnehmerinnen aus deutschsprachigen Ländern:
- Lore Hoffmann – ausgeschieden im 3. Halbfinale (Rang 4 in 1:59,88 min)
- Majtie Kolberg – ausgeschieden im 2. Halbfinale (Rang 6 in 2:01,36 min)
- Christina Hering – ausgeschieden im 1. Vorlauf (Rang 8 in 2:01,57 min)

### 1500 m
| Platz | Athletin          | Land | Zeit (min) |
| ----- | ----------------- | ---- | ---------- |
| 1     | Faith Kipyegon    | KEN  | 3:52,96000 |
| 2     | Gudaf Tsegay      | ETH  | 3:54,52000 |
| 3     | Laura Muir        | GBR  | 3:55,28 SB |
| 4     | Freweyni Hailu    | ETH  | 4:01,28000 |
| 5     | Sofia Ennaoui     | POL  | 4:01,43 SB |
| 6     | Sinclaire Johnson | USA  | 4:01,63000 |
| 7     | Jessica Hull      | AUS  | 4:01,82000 |
| 8     | Winnie Nanyondo   | UGA  | 4:01,98000 |

Finale: 18. Juli, 19:50 Uhr
Teilnehmerinnen aus deutschsprachigen Ländern:
- Hanna Klein – ausgeschieden im 1. Halbfinale (Rang 8 in 4:04,62 min)
- Katharina Trost – ausgeschieden im 2. Halbfinale (Rang 7 in 4:05,85 min)

### 5000 m
| Platz | Athletin                    | Land | Zeit (min)  |
| ----- | --------------------------- | ---- | ----------- |
| 1     | Gudaf Tsegay                | ETH  | 14:46,29000 |
| 2     | Beatrice Chebet             | KEN  | 14:46,75 SB |
| 3     | Dawit Seyaum                | ETH  | 14:47,36000 |
| 4     | Margaret Kipkemboi          | KEN  | 14:47,71 SB |
| 5     | Letesenbet Gidey            | ETH  | 14:47,98000 |
| 6     | Sifan Hassan                | NED  | 14:48,12 SB |
| 7     | Caroline Chepkoech Kipkirui | KAZ  | 14:54,80000 |
| 8     | Karoline Bjerkeli Grøvdal   | NOR  | 14:57,62000 |

Finale: 23. Juli, 18:25 Uhr
Teilnehmerinnen aus deutschsprachigen Ländern:
- Alina Reh – ausgeschieden im 2. Vorlauf (Rang 10 in 15:13,92 min)
- Konstanze Klosterhalfen – ausgeschieden im 1. Vorlauf (Rang 8 in 15:17,78 min)
- Sara Benfares – ausgeschieden im 2. Vorlauf (Rang 18 in 16:34,23 min)

### 10.000 m
| Platz | Athletin                    | Land | Zeit (min)  |
| ----- | --------------------------- | ---- | ----------- |
| 1     | Letesenbet Gidey            | ETH  | 30:09,94 WL |
| 2     | Hellen Obiri                | KEN  | 30:10,02 PB |
| 3     | Margaret Kipkemboi          | KEN  | 30:10,07 PB |
| 4     | Sifan Hassan                | NED  | 30:10,56 SB |
| 5     | Rahel Daniel                | ERI  | 30:12,15 NR |
| 6     | Ejgayehu Taye               | ETH  | 30:12,45 PB |
| 7     | Caroline Chepkoech Kipkirui | KAZ  | 30:17,64 NR |
| 8     | Bosena Mulatie              | ETH  | 30:17,77 PB |

Finale: 16. Juli, 12:20 Uhr

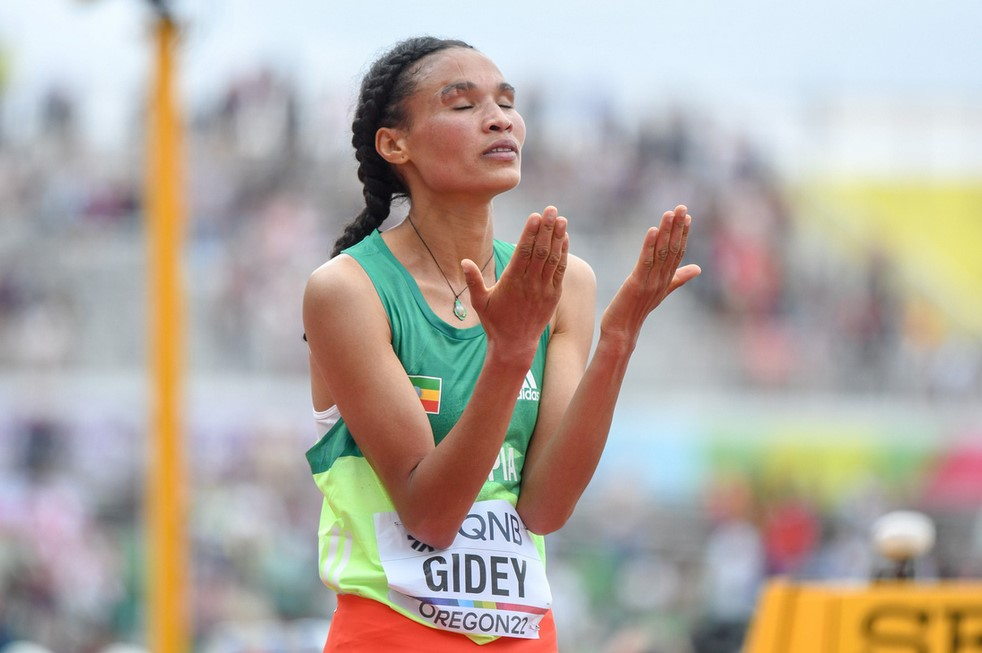
Weltmeisterin Letesenbet Gidey nach dem Gewinn des Rennens

Keine Teilnehmerinnen aus deutschsprachigen Ländern

### Marathon
| Platz | Athletin               | Land | Zeit (min) |
| ----- | ---------------------- | ---- | ---------- |
| 1     | Gotytom Gebreslase     | ETH  | 2:18:11 CR |
| 2     | Judith Korir           | KEN  | 2:18:20 PB |
| 3     | Lonah Chemtai Salpeter | ISR  | 2:20:18000 |
| 4     | Nazret Weldu           | ERI  | 2:20:29 NR |
| 5     | Sara Hall              | USA  | 2:22:10 SB |
| 6     | Angela Tanui           | KEN  | 2:22:15000 |
| 7     | Emma Bates             | USA  | 2:23:18 PB |
| 8     | Keira D’Amato          | USA  | 2:23:34000 |

Datum: 18. Juli, 06:15 Uhr
Keine Teilnehmerinnen aus deutschsprachigen Ländern

### 100 m Hürden
| Platz | Athletin              | Land | Zeit (s) |
| ----- | --------------------- | ---- | -------- |
| 1     | Tobi Amusan           | NGR  | 12,06    |
| 2     | Britany Anderson      | JAM  | 12,23    |
| 3     | Jasmine Camacho-Quinn | PUR  | 12,23    |
| 4     | Alia Armstrong        | USA  | 12,31    |
| 5     | Cindy Sember          | GBR  | 12,38    |
| 6     | Danielle Williams     | JAM  | 12,44    |
| 7     | Devynne Charlton      | BAH  | 12,53    |
| DSQ   | Kendra Harrison       | USA  |          |

Finale: 24. Juli, 19:00 Uhr

Wind: +2,5 m/s

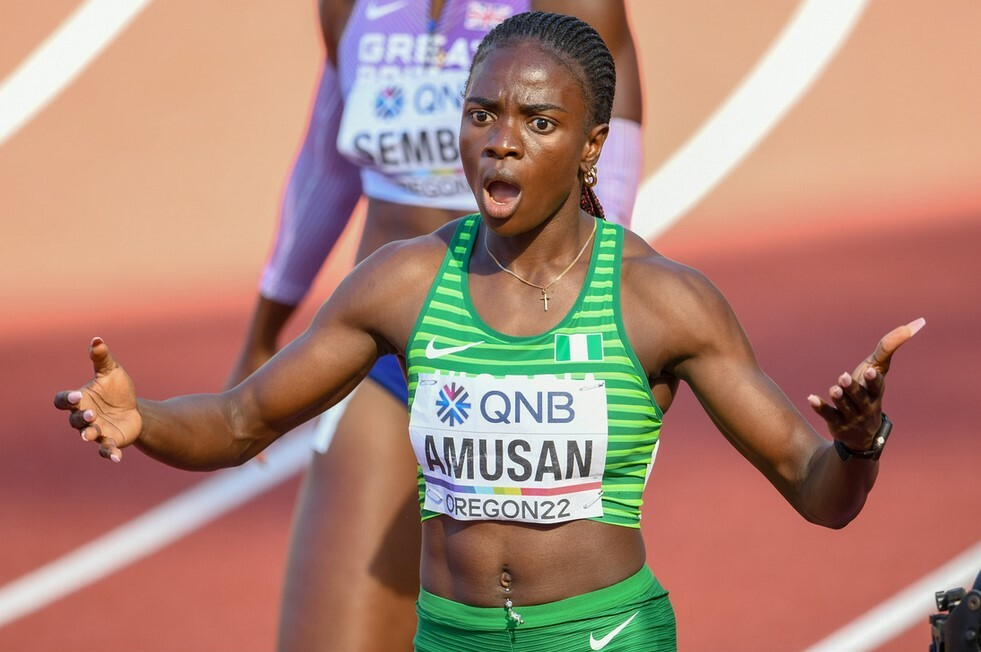
Weltmeisterin wurde Tobi Amusan nach Weltrekord im Halbfinale

Im ersten Halbfinale hatte Tobi Amusan mit 12,12 s einen neuen Weltrekord aufgestellt. Ihre Siegerzeit im Finale war zwar noch besser, doch der Rückenwind war zu stark, sodass die dort erzielten Zeiten nicht bestenlistenreif waren.
Teilnehmerinnen aus deutschsprachigen Ländern:
- Ditaji Kambundji – ausgeschieden im 1. Halbfinale (Rang 6 in 12,70 s / Wind: +0,9 m/s)
- Noemi Zbären – ausgeschieden im 3. Halbfinale (Rang 7 in 12,94 s / Wind: +0,3 m/s)

### 400 m Hürden
| Platz | Athletin          | Land | Zeit (min) |
| ----- | ----------------- | ---- | ---------- |
| 1     | Sydney McLaughlin | USA  | 50,68 WR   |
| 2     | Femke Bol         | NED  | 52,27 SB   |
| 3     | Dalilah Muhammad  | USA  | 53,13 SB   |
| 4     | Shamier Little    | USA  | 53,76000   |
| 5     | Britton Wilson    | USA  | 54,02000   |
| 6     | Rushell Clayton   | JAM  | 54,36000   |
| 7     | Gianna Woodruff   | PAN  | 54,75000   |
| 8     | Anna Ryzhykova    | UKR  | 54,93000   |

Finale: 22. Juli, 19:50 Uhr
Teilnehmerinnen aus deutschsprachigen Ländern:
- Yasmin Giger – ausgeschieden im 2. Halbfinale (Rang 8 in 56,31 s)
- Carolina Krafzik – ausgeschieden im 5. Vorlauf (Rang 5 in 56,24 s)

### 3000 m Hindernis
| Platz | Athletin            | Land | Zeit (min)    |
| ----- | ------------------- | ---- | ------------- |
| 1     | Norah Jeruto        | KAZ  | 8:53,02 CR/NR |
| 2     | Werkuha Getachew    | ETH  | 8:54,61 NR000 |
| 3     | Mekides Abebe       | ETH  | 8:56,08 PB000 |
| 4     | Winfred Mutile Yavi | BHR  | 9:01,31000000 |
| 5     | Luiza Gega          | ALB  | 9:10,04 NR000 |
| 6     | Courtney Frerichs   | USA  | 9:10,59 SB000 |
| 7     | Aimee Pratt         | GBR  | 9:15,64 NR000 |
| 8     | Emma Coburn         | USA  | 9:16,49000000 |

Finale: 20. Juli, 19:45 Uhr
Teilnehmerinnen aus deutschsprachigen Ländern:
- Gesa Felicitas Krause – Finale: Rang 14 in 9:52:66 min
- Chiara Scherrer – ausgeschieden im 2. Vorlauf (Rang 9 in 9:22:15 min)
- Lea Meyer – ausgeschieden im 1. Vorlauf (Rang 8 in 9:30:81 min)

### 4 × 100 m Staffel
| Platz | Land           | Athletinnen | Zeit (s) |
| ----- | -------------- | --- | -------- |
| 1     | USA            | Melissa Jefferson Abby Steiner (Finale) Jenna Prandini Twanisha Terry im Vorlauf außerdem: Aleia Hobbs                                                                      | 41,14 WL |
| 2     | Jamaika        | Kemba Nelson Elaine Thompson-Herah (Finale) Shelly-Ann Fraser-Pryce (Finale) Shericka Jackson (Finale) im Vorlauf außerdem: Briana Williams Natalliah Whyte Remona Burchell | 41,18 SB |
| 3     | Deutschland    | Tatjana Pinto Alexandra Burghardt Gina Lückenkemper Rebekka Haase | 42,03 SB |
| 4     | Nigeria        | Joy Chinenye Udo-Gabriel Favour Ofili Rosemary Chukwuma Nzubechi Grace Nwokocha                                                                                             | 42,22 AF |
| 5     | Spanien        | Sonia Molina-Prados Jaël Bestué Paula Sevilla Maria Isabel Pérez | 42,58 NR |
| 6     | Großbritannien | Asha Philip Imani Lansiquot Dina Asher-Smith (Finale) Daryll Neita im Vorlauf außerdem: Ashleigh Nelson                                                                     | 42,75000 |
| 7     | Schweiz        | Géraldine Frey Mujinga Kambundji (Finale) Salomé Kora Ajla Del Ponte im Vorlauf außerdem: Sarah Atcho                                                                       | 42,81000 |
| 8     | Italien        | Zaynab Dosso Dalia Kaddari Anna Bongiorni Vittoria Fontana | 42,92000 |

Finale: 23. Juli, 19:30 Uhr
Keine weiteren Teilnehmerinnen aus deutschsprachigen Ländern
Anmerkung:

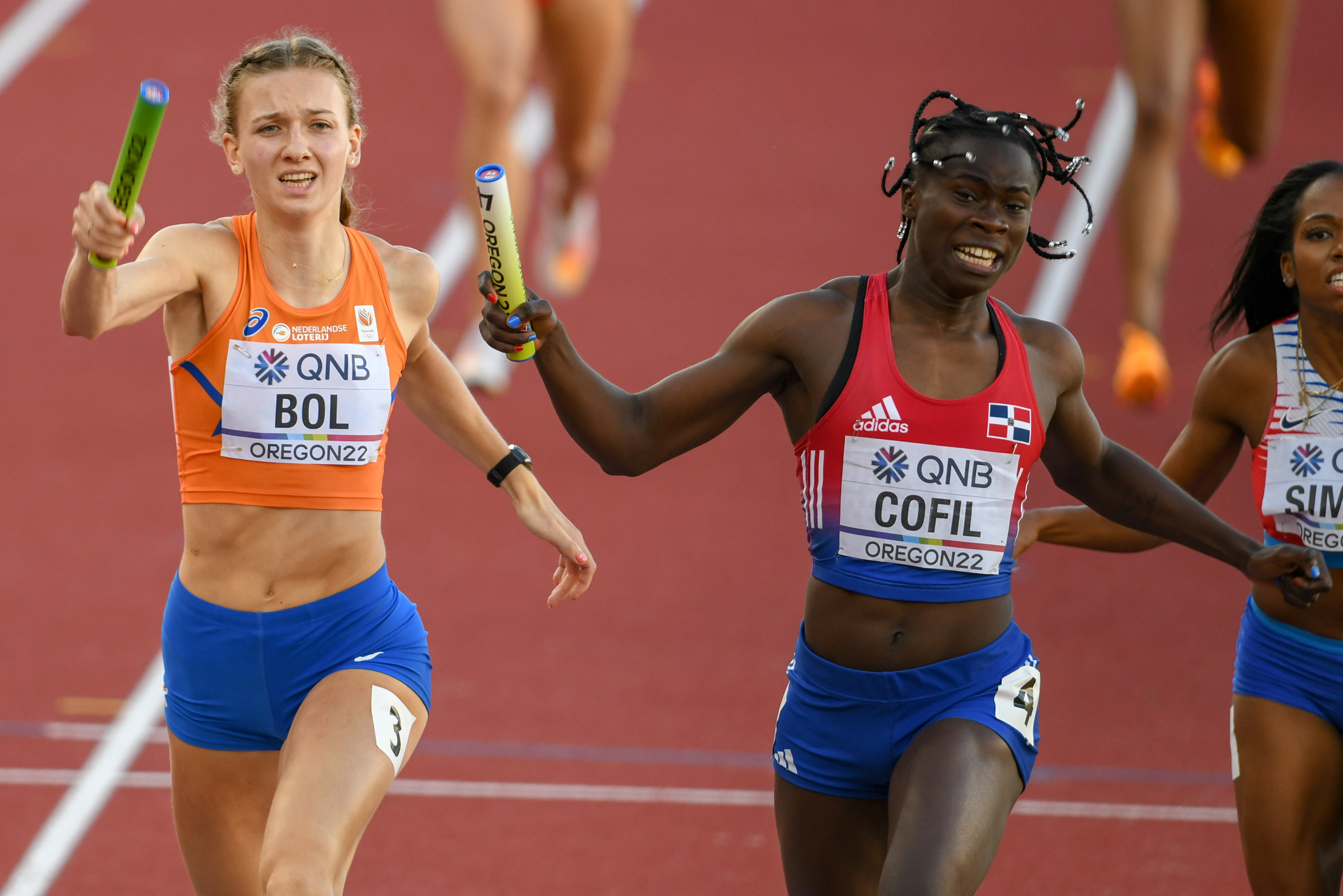
Fiordaliza Cofil für die Dominikanische Republik im Ziel knapp vor der Niederländerin Femke Bol

Einige Läuferinnen kamen nur im Finale zum Einsatz. Diese Einsätze sind jeweils in Klammern mit einer entsprechenden Anmerkung versehen.

### 4 × 400 m Staffel
| Platz | Land           | Athletinnen | Zeit (min) |
| ----- | -------------- | --- | ---------- |
| 1     | USA            | Talitha Diggs Abby Steiner (Finale) Britton Wilson (Finale) Sydney McLaughlin (Finale) im Vorlauf außerdem: Allyson Felix Kaylin Whitney Jaide Stepter Baynes             | 3:17,79 WL |
| 2     | Jamaika        | Candice McLeod (Finale) Janieve Russell (Finale) Stephenie Ann McPherson (Finale) Charokee Young im Vorlauf außerdem: Stacey-Ann Williams Junelle Bromfield Tiffany James | 3:20,74 SB |
| 3     | Großbritannien | Victoria Ohuruogu Nicole Yeargin Jessie Knight (Finale) Laviai Nielsen im Vorlauf außerdem: Ama Pipi                                                                      | 3:22,64 SB |
| 4     | Kanada         | Natassha McDonald Aiyanna Stiverne Zoe Sherar (Finale) Kyra Constantine im Vorlauf außerdem: Micha Powell                                                                 | 3:25,18 SB |
| 5     | Frankreich     | Sokhna Lacoste Shana Grebo Sounkamba Sylla Amandine Brossier | 3:25,81 SB |
| 6     | Belgien        | Helena Ponette Imke Vervaet Paulien Couckuyt (Finale) Camille Laus im Vorlauf außerdem: Naomi Van Den Broeck                                                              | 3:26,29 SB |
| 7     | Italien        | Anna Polinari Ayomide Folorunso Virginia Troiani Alice Mangione | 3:26,45 SB |
| 8     | Schweiz        | Silke Lemmens Julia Niederberger Annina Fahr Yasmin Giger | 3:27,81 SB |

Finale: 24. Juli, 19:50 Uhr
Weitere Teilnehmerinnen aus deutschsprachigen Ländern:

 Deutschland (Corinna Schwab, Elisa Lechleitner, Judith Franzen, Alica Schmidt) – ausgeschieden im 1. Vorlauf (Rang 6 in 3:30,48 min)
Anmerkung:

Einige Läuferinnen kamen nur im Finale zum Einsatz. Diese Einsätze sind jeweils in Klammern mit einer entsprechenden Anmerkung versehen.

### 20 km Gehen
| Platz | Athletin             | Land | Zeit (h)   |
| ----- | -------------------- | ---- | ---------- |
| 1     | Kimberly García León | PER  | 1:26:58 NR |
| 2     | Katarzyna Zdziebło   | POL  | 1:27:31 NR |
| 3     | Qoijing Gyi          | CHN  | 1:27:56000 |
| 4     | Jemima Montag        | AUS  | 1:28:17000 |
| 5     | Liu Hong             | CHN  | 1:29:00 SB |
| 6     | Nanako Fujii         | JPN  | 1:29:01 SB |
| 7     | Alegna González      | MEX  | 1:29:40 SB |
| 8     | Valentina Trapletti  | ITA  | 1:29:54000 |

Datum: 15. Juli, 13:10 Uhr
Teilnehmerin aus deutschsprachigen Ländern:

 Saskia Feige – Rang 15 in 1:32:12 h

### 35 km Gehen
| Platz | Athletin             | Land | Zeit (h)   |
| ----- | -------------------- | ---- | ---------- |
| 1     | Kimberly García León | PER  | 2:39:16 CR |
| 2     | Katarzyna Zdziebło   | POL  | 2:40:03 PB |
| 3     | Qoijing Gyi          | CHN  | 2:40:37 AS |
| 4     | Antigoni Drisbioti   | GRE  | 2:41:58 NR |
| 5     | Raquel González      | ESP  | 2:42:27 PB |
| 6     | Laura García-Caro    | ESP  | 2:42:45 PB |
| 7     | Li Maocuo            | CHN  | 2:44:28 PB |
| 8     | Viviane Lyra         | BRA  | 2:45:02 NR |

Datum: 22. Juli, 6:15 Uhr
Keine Teilnehmerinnen aus deutschsprachigen Ländern

### Hochsprung
| Platz | Athletin              | Land | Höhe (m)         |
| ----- | --------------------- | ---- | ---------------- |
| 1     | Eleanor Patterson     | AUS  | 2,02 =OZ00000000 |
| 2     | Jaroslawa Mahutschich | UKR  | 2,02000000000000 |
| 3     | Elena Vallortigara    | ITA  | 2,00 SB000000000 |
| 4     | Iryna Heraschtschenko | UKR  | 2,00 PB000000000 |
| 5     | Safina Saʼdullayeva   | UZB  | 1,96 =PB00000000 |
| 5     | Nicola Olyslagers     | AUS  | 1,96 SB000000000 |
| 7     | Karmen Bruus          | EST  | 1,96 =NR/=WU18B  |
| 8     | Nadeschda Dubowizkaja | KAZ  | 1,96000000000000 |

Finale: 19. Juli, 17:40 Uhr

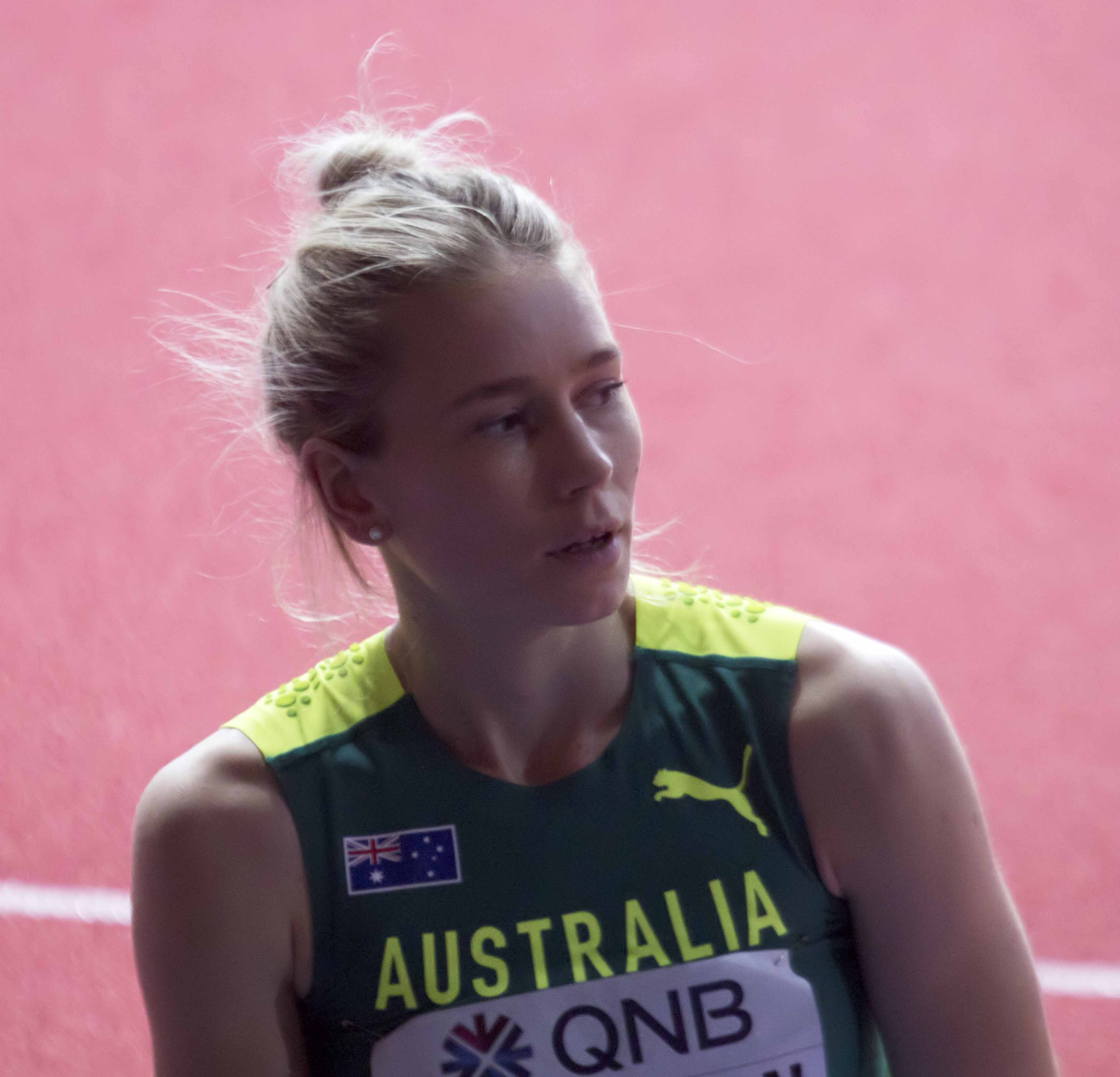
Weltmeisterin Eleanor Patterson

Teilnehmerin aus einem deutschsprachigen Land:

 Marie-Laurence Jungfleisch – ausgeschieden in der Qualifikation, Gruppe A (Rang 10 mit 1,86 m)

### Stabhochsprung
| Platz | Athletin           | Land | Höhe (m) |
| ----- | ------------------ | ---- | -------- |
| 1     | Katie Nageotte     | USA  | 4,85 WL  |
| 2     | Sandi Morris       | USA  | 4,85 WL  |
| 3     | Nina Kennedy       | AUS  | 4,80 SB  |
| 4     | Tina Šutej         | SLO  | 4,70000  |
| 5     | Katerina Stefanidi | GRE  | 4,70 SB  |
| 6     | Wilma Murto        | FIN  | 4,60 SB  |
| 6     | Li Ling            | CHN  | 4,60 SB  |
| 8     | Angelica Moser     | SUI  | 4,60000  |

Finale: 17. Juli, 17:10 Uhr

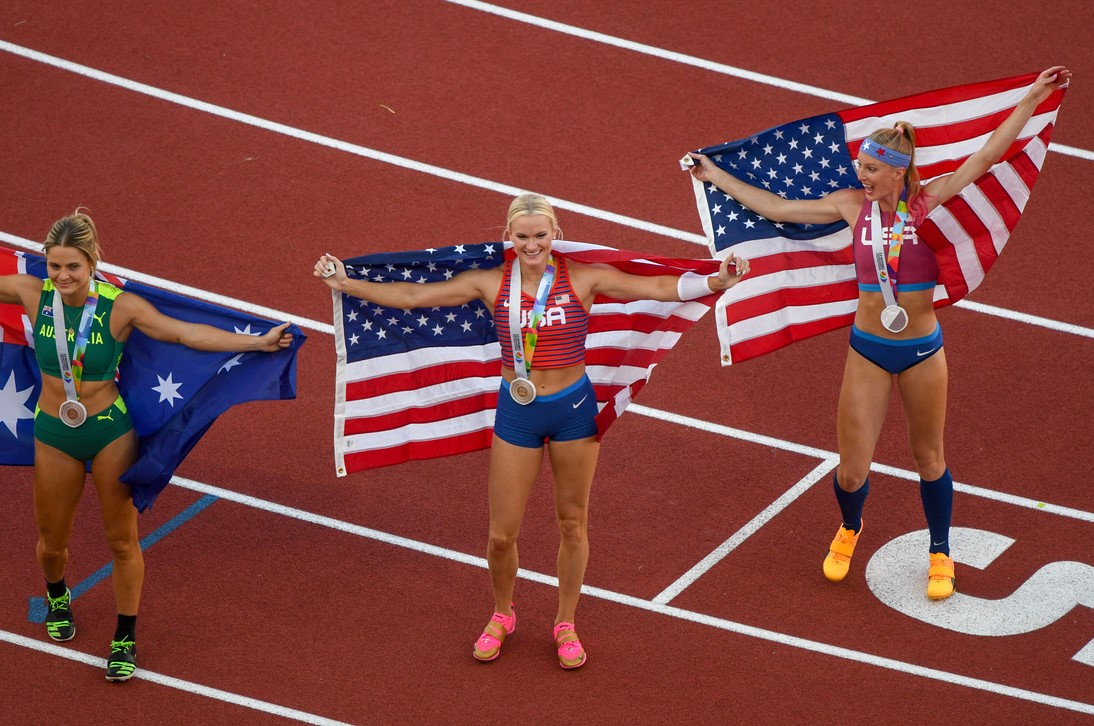
Die Medaillengewinnerinnen (v. l. n. r.): Nina Kennedy, Katie Nageotte, Sandi Morris

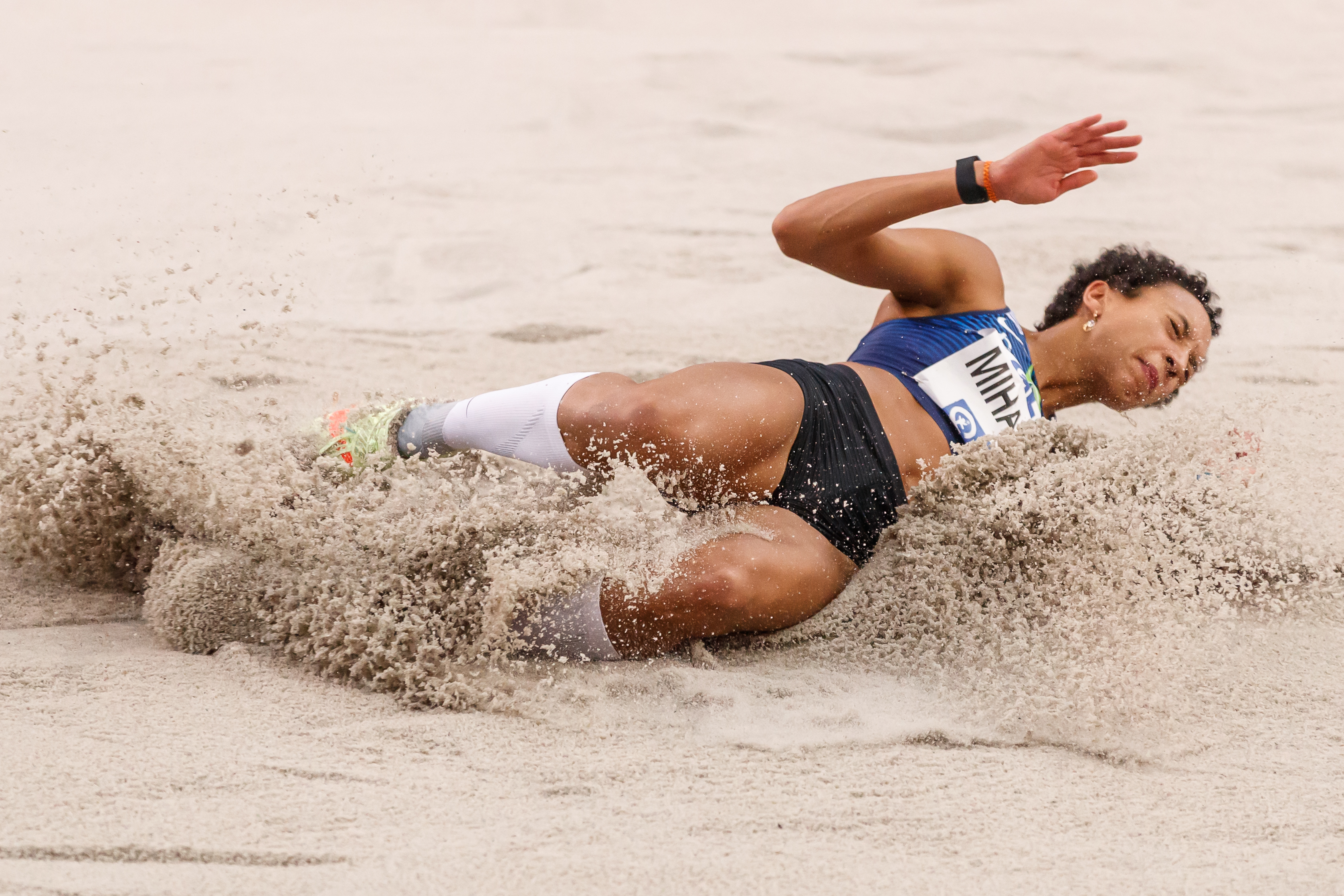
Die aktuelle Olympiasiegerin Malaika Mihambo verteidigte ihren WM-Titel erfolgreich

Weitere Teilnehmerin aus einem deutschsprachigen Land:

 Jacqueline Otchere – Finale: Rang 10 mit 4,45 m

### Weitsprung
| Platz | Athletin                | Land | Weite (m) |
| ----- | ----------------------- | ---- | --------- |
| 1     | Malaika Mihambo         | GER  | 7,1200    |
| 2     | Ese Brume               | NGR  | 7,0200    |
| 3     | Letícia Melo            | BRA  | 6,8900    |
| 4     | Quanesha Burks          | USA  | 6,8800    |
| 5     | Brooke Buschkuehl       | AUS  | 6,8700    |
| 6     | Khaddi Sagnia           | SWE  | 6,87 w    |
| 7     | Ivana Vuleta            | SRB  | 6,8400    |
| 8     | Maryna Bech-Romantschuk | UKR  | 6,8200    |

Finale: 24. Juli, 17:50 Uhr
Weitere Teilnehmerin aus einem deutschsprachigen Land:

 Merle Homeier – ausgeschieden in der Qualifikation, Gruppe A (Rang 12 mit 6,09 m)

### Dreisprung
| Platz | Athletin                | Land | Weite (m) |
| ----- | ----------------------- | ---- | --------- |
| 1     | Yulimar Rojas           | VEN  | 15,47 WL  |
| 2     | Shanieka Ricketts       | JAM  | 14,89 SB  |
| 3     | Tori Franklin           | USA  | 14,72 SB  |
| 4     | Leyanis Pérez Hernández | CUB  | 14,70 PB  |
| 5     | Thea LaFond             | DMA  | 14,56000  |
| 6     | Keturah Orji            | USA  | 14,49 w0  |
| 7     | Kimberly Williams       | JAM  | 14,29000  |
| 8     | Patrícia Mamona         | POR  | 14,29 w0  |

Finale: 18. Juli, 18:20 Uhr
Teilnehmerinnen aus deutschsprachigen Ländern:
- Neele Eckhardt-Noack – ausgeschieden in der Qualifikation, Gruppe B (Rang 9 mit 13,93 m)
- Jessie Maduka – ausgeschieden in der Qualifikation, Gruppe A (Rang 14 mit 13,30 m)

### Kugelstoßen
| Platz | Athletin            | Land | Weite (m) |
| ----- | ------------------- | ---- | --------- |
| 1     | Chase Ealey         | USA  | 20,49000  |
| 2     | Gong Lijiao         | CHN  | 20,39 SB  |
| 3     | Jessica Schilder    | NED  | 19,77 NR  |
| 4     | Sarah Mitton        | CAN  | 19,77000  |
| 5     | Auriol Dongmo       | POR  | 19,62000  |
| 6     | Song Jiayuan        | CHN  | 19,57000  |
| 7     | Maddison-Lee Wesche | NZL  | 19,50 PB  |
| 8     | Jessica Woodard     | USA  | 18,67000  |

Finale: 16. Juli, 18:25 Uhr
Teilnehmerinnen aus deutschsprachigen Ländern:
- Katharina Maisch – ausgeschieden in der Qualifikation, Gruppe B (Rang 8 mit 18,57 m)
- Julia Ritter – ausgeschieden in der Qualifikation, Gruppe A (Rang 7 mit 18,22 m)

### Diskuswurf
| Platz | Athlet              | Land | Weite (m) |
| ----- | ------------------- | ---- | --------- |
| 1     | Feng Bin            | CHN  | 69,12     |
| 2     | Sandra Perković     | CRO  | 68,45     |
| 3     | Valarie Allman      | USA  | 68,30     |
| 4     | Jorinde van Klinken | NED  | 64,97     |
| 5     | Claudine Vita       | GER  | 64,24     |
| 6     | Liliana Cá          | POR  | 63,99     |
| 7     | Yaimé Pérez         | CUB  | 63,07     |
| 8     | Marija Tolj         | CRO  | 63,07     |

Finale: 20. Juli, 18:33 Uhr
Teilnehmerinnen aus deutschsprachigen Ländern;
- Shanice Craft – Finale: Rang 9 mit 62,35 m
- Kristin Pudenz – Finale: Rang 11 mit 59,97 m

### Hammerwurf
| Platz | Athletin           | Land | Weite (m) |
| ----- | ------------------ | ---- | --------- |
| 1     | Brooke Andersen    | USA  | 78,96     |
| 2     | Camryn Rogers      | CAN  | 75,52     |
| 3     | Janee' Kassanavoid | USA  | 74,86     |
| 4     | Sara Fantini       | ITA  | 73,18     |
| 5     | Jillian Weir       | CAN  | 72,41     |
| 6     | Bianca Ghelber     | ROU  | 72,26     |
| 7     | Silja Kosonen      | FIN  | 70,81     |
| 8     | Luo Na             | CHN  | 70,42     |

Finale: 17. Juli, 11:35 Uhr
Teilnehmerin aus einem deutschsprachigen Land:

 Samantha Borutta – ausgeschieden in der Qualifikation, Gruppe A (Rang 12 mit 67,48 m)

### Speerwurf
| Platz | Athletin           | Land | Weite (m) |
| ----- | ------------------ | ---- | --------- |
| 1     | Kelsey-Lee Barber  | AUS  | 66,91 WL  |
| 2     | Kara Winger        | USA  | 64,05000  |
| 3     | Haruka Kitaguchi   | JPN  | 63,27000  |
| 4     | Liu Shiying        | CHN  | 63,25000  |
| 5     | Mackenzie Little   | AUS  | 63,22 PB  |
| 6     | Līna Mūze          | LAT  | 61,26000  |
| 7     | Annu Rani          | IND  | 61,12000  |
| 8     | Nikola Ogrodníková | CZE  | 60,18000  |

Finale: 22. Juli, 18:20 Uhr
Teilnehmerinnen aus deutschsprachigen Ländern:
- Annika Marie Fuchs – Finale: Rang 12 mit 56,46 m
- Victoria Hudson – ausgeschieden in der Qualifikation, Gruppe A (Rang 11 mit 54,05 m)

### Siebenkampf
| Platz | Athletin                  | Land | Punkte  |
| ----- | ------------------------- | ---- | ------- |
| 1     | Nafissatou Thiam          | BEL  | 6947 WL |
| 2     | Anouk Vetter              | NED  | 6867 NR |
| 3     | Anna Hall                 | USA  | 6755 PB |
| 4     | Adrianna Sułek            | POL  | 6672 NR |
| 5     | Noor Vidts                | BEL  | 6559 SB |
| 6     | Annik Kälin               | SUI  | 6464 NR |
| 7     | Emma Oosterwegel          | NED  | 6440 SB |
| 8     | Katarina Johnson-Thompson | GBR  | 6222 SB |

Finale: 17./18. Juli

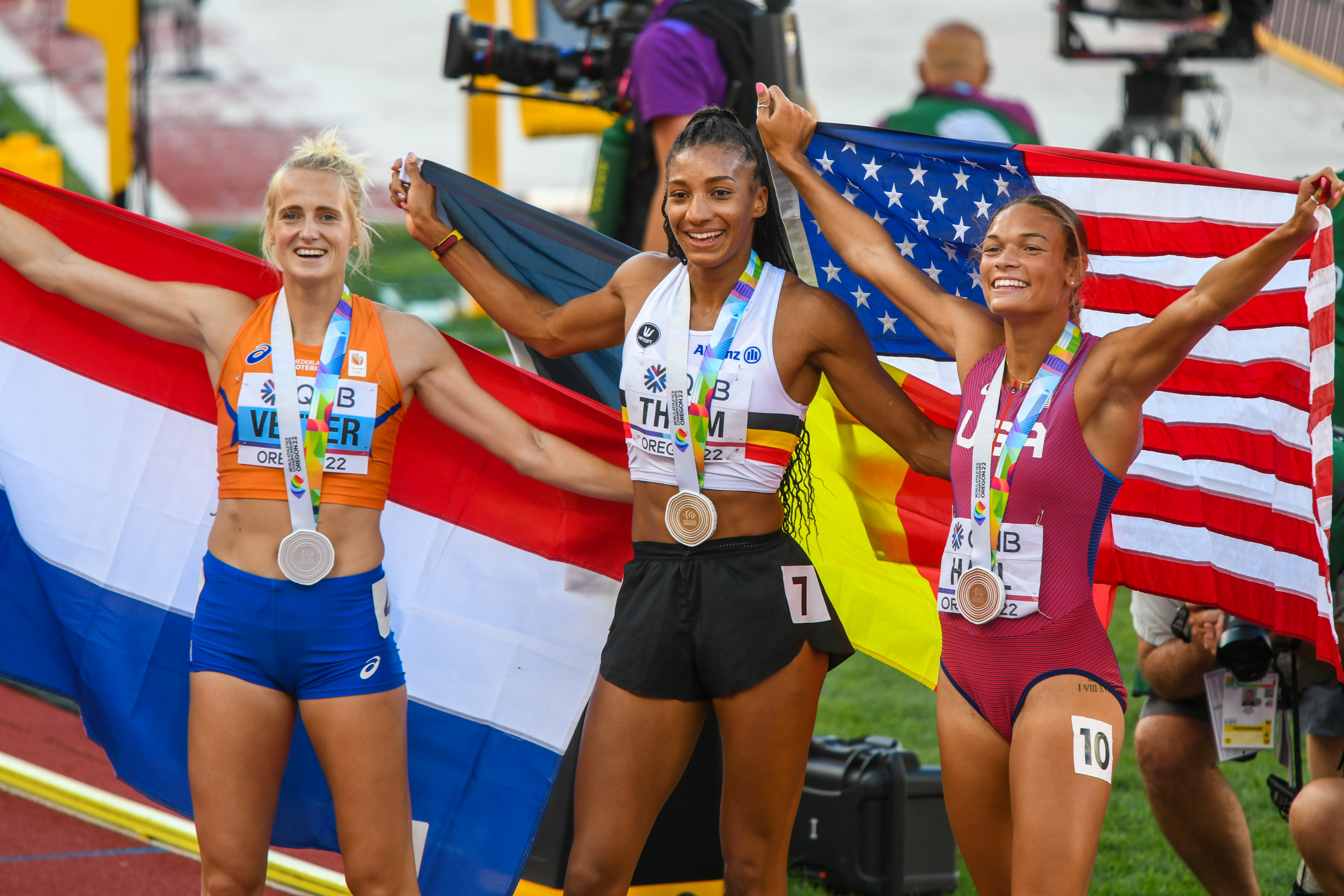
Die Medaillengewinnerinnen des Siebenkampfs (v. l. n. r.): Anouk Vetter, Nafissatou Thiam, Anna Hall

Weitere Teilnehmerin aus einem deutschsprachigen Land:

 Sophie Weißenberg – DNF nach vier Wettbewerben

## Resultat Mixed

### 4 × 400 m Staffel
| Platz | Land                        | Athleten | Zeit (min)    |
| ----- | --------------------------- | --- | ------------- |
| 1     | Dominikanische 0000Republik | Lidio Féliz Marileidy Paulino Alexander Ogando Fiordaliza Cofil                                                            | 3:09,82 WL/NR |
| 2     | Niederlande                 | Liemarvin Bonevacia Lieke Klaver Tony van Diepen Femke Bol (Finale) im Vorlauf außerdem: Eveline Saalberg                  | 3:09,90 NR000 |
| 3     | USA                         | Elija Godwin Allyson Felix (Finale) Vernon Norwood Kennedy Simon im Vorlauf außerdem: Wadeline Jonathas                    | 3:10,16 SB000 |
| 4     | Polen                       | Karol Zalewski Justyna Święty-Ersetic Kajetan Duszyński Natalia Kaczmarek (Finale) im Vorlauf außerdem: Iga Baumgart-Witan | 3:12,31 SB000 |
| 5     | Jamaika                     | Demish Gaye Tiffany James Karayme Bartley Stacey-Ann Williams (Finale) im Vorlauf außerdem: Roneisha McGregor              | 3:12,71 SB000 |
| 6     | Nigeria                     | Samson Oghenewegba Nathaniel Imaobong Nse Uko Dubem Amene Patience Okon George                                             | 3:16,21000000 |
| 7     | Italien                     | Lorenzo Benati Ayomide Folorunso Brayan Lopez Alice Mangione                                                               | 3:16,45000000 |
| 8     | Irland                      | Christopher O’Donnell Sophie Becker Jack Raftery Sharlene Mawdsley (Finale) im Vorlauf außerdem: Rhasidat Adeleke          | 3:16,86000000 |

Finale: 15. Juli
Anmerkung:

Einige Läuferinnen kamen nur im Finale zum Einsatz. Diese Einsätze sind jeweils in Klammern mit einer entsprechenden Anmerkung versehen.
Teilnehmer aus einem deutschsprachigen Land:

 Deutschland (Patrick Schneider, Corinna Schwab, Marvin Schlegel, Alica Schmidt) – ausgeschieden im 2, Vorlauf (Rang 5 in 3:16,80 min)

## Teamwertung
Nach Beendigung der 49 Wettbewerbe veröffentlichte der Weltleichtathletikverband World Athletics zum ersten Mal eine Platzierungstabelle, in der eine Punktwertung für die jeweils ersten acht Plätze einer Disziplin zur Anwendung kam.

Dabei wurden für den ersten Platz acht für den zweiten Platz sieben Punkte usw. vergeben, der achte Platz gelangt mit einem Punkt in die Wertung.
Die Reihenfolge in dieser Auflistung weicht aufgrund des Wertungssystems teilweise deutlich ab von dem üblichen Medaillenspiegel. Hier wird auch die Breite innerhalb der ersten acht Plätze berücksichtigt, die Akzentuierung liegt nicht so stark auf den erreichten Medaillenrängen.
| Platz | Land                    | Platzierungsanzahlen | Platzierungsanzahlen | Platzierungsanzahlen | Platzierungsanzahlen | Platzierungsanzahlen | Platzierungsanzahlen | Platzierungsanzahlen | Platzierungsanzahlen | Punkte |
| Platz | Land                    |                      |                      |                      | Pl. 4                | Pl. 5                | Pl. 6                | Pl. 7                | Pl. 8                | Punkte |
| ----- | ----------------------- | -------------------- | -------------------- | -------------------- | -------------------- | -------------------- | -------------------- | -------------------- | -------------------- | ------ |
| 10    | USA                     | 13                   | 9                    | 11                   | 5                    | 6                    | 12                   | 1                    | 8                    | 3280   |
| 20    | Jamaika                 | 2                    | 7                    | 1                    | 2                    | 3                    | 3                    | 4                    | 0                    | 1100   |
| 30    | Äthiopien               | 4                    | 4                    | 2                    | 3                    | 2                    | 2                    | 1                    | 3                    | 1060   |
| 40    | Kenia                   | 2                    | 5                    | 3                    | 3                    | 2                    | 2                    | 2                    | 2                    | 1040   |
| 50    | Großbritannien          | 1                    | 1                    | 5                    | 1                    | 3                    | 1                    | 1                    | 1                    | 680    |
| 60    | Kanada                  | 1                    | 2                    | 1                    | 3                    | 2                    | 3                    | 1                    | 1                    | 630    |
| 60    | Volksrepublik China     | 2                    | 1                    | 3                    | 1                    | 2                    | 2                    | 1                    | 1                    | 630    |
| 80    | Polen                   | 1                    | 3                    | 0                    | 3                    | 1                    | 0                    | 0                    | 1                    | 490    |
| 90    | Australien              | 2                    | 0                    | 1                    | 1                    | 3                    | 1                    | 2                    | 1                    | 470    |
| 90    | Niederlande             | 0                    | 3                    | 1                    | 3                    | 0                    | 1                    | 1                    | 0                    | 470    |
| 110   | Japan                   | 1                    | 2                    | 1                    | 1                    | 0                    | 1                    | 1                    | 2                    | 400    |
| 120   | Italien                 | 1                    | 0                    | 1                    | 3                    | 1                    | 0                    | 2                    | 2                    | 390    |
| 130   | Brasilien               | 1                    | 0                    | 1                    | 1                    | 1                    | 1                    | 3                    | 2                    | 340    |
| 140   | Frankreich              | 1                    | 0                    | 0                    | 2                    | 2                    | 1                    | 1                    | 1                    | 330    |
| 140   | Deutschland             | 1                    | 0                    | 1                    | 1                    | 2                    | 1                    | 1                    | 0                    | 330    |
| 140   | Schweden                | 1                    | 0                    | 2                    | 1                    | 1                    | 1                    | 0                    | 0                    | 330    |
| 170   | Spanien                 | 0                    | 0                    | 2                    | 1                    | 2                    | 1                    | 1                    | 1                    | 310    |
| 180   | Belgien                 | 1                    | 0                    | 2                    | 0                    | 1                    | 1                    | 0                    | 0                    | 270    |
| 190   | Norwegen                | 1                    | 1                    | 1                    | 0                    | 0                    | 0                    | 1                    | 1                    | 240    |
| 200   | Nigeria                 | 1                    | 1                    | 0                    | 1                    | 0                    | 1                    | 0                    | 0                    | 230    |
| 210   | Dominikanische Republik | 1                    | 1                    | 0                    | 0                    | 1                    | 1                    | 0                    | 0                    | 220    |
| 210   | Ukraine                 | 0                    | 1                    | 1                    | 1                    | 0                    | 0                    | 1                    | 2                    | 220    |
| 230   | Uganda                  | 1                    | 0                    | 2                    | 0                    | 0                    | 0                    | 0                    | 1                    | 210    |
| 240   | Grenada                 | 1                    | 1                    | 0                    | 0                    | 1                    | 0                    | 0                    | 0                    | 190    |
| 250   | Schweiz                 | 0                    | 0                    | 1                    | 0                    | 1                    | 1                    | 1                    | 3                    | 180    |
| 260   | Griechenland            | 0                    | 1                    | 0                    | 1                    | 1                    | 0                    | 0                    | 0                    | 160    |
| 260   | Peru                    | 2                    | 0                    | 0                    | 0                    | 0                    | 0                    | 0                    | 0                    | 160    |
| 260   | Portugal                | 1                    | 0                    | 0                    | 0                    | 1                    | 1                    | 0                    | 1                    | 160    |
| 290   | Kuba                    | 0                    | 0                    | 0                    | 2                    | 0                    | 1                    | 1                    | 0                    | 150    |
| 290   | Slowenien               | 1                    | 0                    | 0                    | 1                    | 0                    | 0                    | 1                    | 0                    | 150    |
| 310   | Kasachstan              | 1                    | 0                    | 0                    | 0                    | 0                    | 0                    | 2                    | 1                    | 130    |
| 310   | Litauen                 | 0                    | 1                    | 1                    | 0                    | 0                    | 0                    | 0                    | 0                    | 130    |
| 330   | Südafrika               | 0                    | 0                    | 0                    | 0                    | 2                    | 1                    | 0                    | 1                    | 120    |
| 340   | Algerien                | 0                    | 1                    | 0                    | 0                    | 1                    | 0                    | 0                    | 0                    | 110    |
| 340   | Kroatien                | 0                    | 1                    | 0                    | 0                    | 0                    | 1                    | 0                    | 1                    | 110    |
| 340   | Eritrea                 | 0                    | 0                    | 0                    | 1                    | 1                    | 0                    | 1                    | 0                    | 110    |
| 340   | Indien                  | 0                    | 1                    | 0                    | 0                    | 0                    | 0                    | 1                    | 0                    | 110    |
| 340   | Puerto Rico             | 0                    | 0                    | 1                    | 1                    | 0                    | 0                    | 0                    | 0                    | 110    |
| 390   | Bahamas                 | 1                    | 0                    | 0                    | 0                    | 0                    | 0                    | 1                    | 0                    | 100    |
| 400   | Ecuador                 | 0                    | 0                    | 0                    | 1                    | 1                    | 0                    | 0                    | 0                    | 90     |
| 400   | Finnland                | 0                    | 0                    | 0                    | 0                    | 0                    | 2                    | 1                    | 1                    | 90     |
| 400   | Neuseeland              | 0                    | 0                    | 0                    | 1                    | 0                    | 0                    | 2                    | 0                    | 90     |
| 430   | Tschechien              | 0                    | 0                    | 1                    | 0                    | 0                    | 0                    | 0                    | 2                    | 80     |
| 430   | Marokko                 | 1                    | 0                    | 0                    | 0                    | 0                    | 0                    | 0                    | 0                    | 80     |
| 430   | Katar                   | 1                    | 0                    | 0                    | 0                    | 0                    | 0                    | 0                    | 0                    | 80     |
| 430   | Venezuela               | 1                    | 0                    | 0                    | 0                    | 0                    | 0                    | 0                    | 0                    | 80     |
| 470   | Barbados                | 0                    | 0                    | 1                    | 0                    | 0                    | 0                    | 0                    | 1                    | 70     |
| 470   | Burkina Faso            | 0                    | 1                    | 0                    | 0                    | 0                    | 0                    | 0                    | 0                    | 70     |
| 470   | Südkorea                | 0                    | 1                    | 0                    | 0                    | 0                    | 0                    | 0                    | 0                    | 70     |
| 470   | Trinidad und Tobago     | 0                    | 0                    | 0                    | 0                    | 1                    | 1                    | 0                    | 0                    | 70     |
| 510   | Botswana                | 0                    | 0                    | 0                    | 0                    | 0                    | 2                    | 0                    | 0                    | 60     |
| 510   | Israel                  | 0                    | 0                    | 1                    | 0                    | 0                    | 0                    | 0                    | 0                    | 60     |
| 510   | Philippinen             | 0                    | 0                    | 1                    | 0                    | 0                    | 0                    | 0                    | 0                    | 60     |
| 540   | Bahrain                 | 0                    | 0                    | 0                    | 1                    | 0                    | 0                    | 0                    | 0                    | 50     |
| 540   | Estland                 | 0                    | 0                    | 0                    | 0                    | 0                    | 0                    | 2                    | 1                    | 50     |
| 540   | Guatemala               | 0                    | 0                    | 0                    | 1                    | 0                    | 0                    | 0                    | 0                    | 50     |
| 540   | Liberia                 | 0                    | 0                    | 0                    | 1                    | 0                    | 0                    | 0                    | 0                    | 50     |
| 540   | Niger                   | 0                    | 0                    | 0                    | 1                    | 0                    | 0                    | 0                    | 0                    | 50     |
| 540   | Rumänien                | 0                    | 0                    | 0                    | 0                    | 0                    | 1                    | 1                    | 0                    | 50     |
| 600   | Albanien                | 0                    | 0                    | 0                    | 0                    | 1                    | 0                    | 0                    | 0                    | 40     |
| 600   | Dominica                | 0                    | 0                    | 0                    | 0                    | 1                    | 0                    | 0                    | 0                    | 40     |
| 600   | Ghana                   | 0                    | 0                    | 0                    | 0                    | 1                    | 0                    | 0                    | 0                    | 40     |
| 600   | Ungarn                  | 0                    | 0                    | 0                    | 0                    | 1                    | 0                    | 0                    | 0                    | 40     |
| 600   | Pakistan                | 0                    | 0                    | 0                    | 0                    | 1                    | 0                    | 0                    | 0                    | 40     |
| 600   | Usbekistan              | 0                    | 0                    | 0                    | 0                    | 1                    | 0                    | 0                    | 0                    | 40     |
| 660   | Lettland                | 0                    | 0                    | 0                    | 0                    | 0                    | 1                    | 0                    | 0                    | 30     |
| 670   | Elfenbeinküste          | 0                    | 0                    | 0                    | 0                    | 0                    | 0                    | 1                    | 0                    | 20     |
| 670   | Moldau                  | 0                    | 0                    | 0                    | 0                    | 0                    | 0                    | 1                    | 0                    | 20     |
| 670   | Mexiko                  | 0                    | 0                    | 0                    | 0                    | 0                    | 0                    | 1                    | 0                    | 20     |
| 670   | Panama                  | 0                    | 0                    | 0                    | 0                    | 0                    | 0                    | 1                    | 0                    | 20     |
| 670   | Serbien                 | 0                    | 0                    | 0                    | 0                    | 0                    | 0                    | 1                    | 0                    | 20     |
| 670   | Tansania                | 0                    | 0                    | 0                    | 0                    | 0                    | 0                    | 1                    | 0                    | 20     |
| 730   | Kolumbien               | 0                    | 0                    | 0                    | 0                    | 0                    | 0                    | 0                    | 1                    | 10     |
| 730   | Irland                  | 0                    | 0                    | 0                    | 0                    | 0                    | 0                    | 0                    | 1                    | 10     |
| 730   | Samoa                   | 0                    | 0                    | 0                    | 0                    | 0                    | 0                    | 0                    | 1                    | 10     |
| 730   | Türkei                  | 0                    | 0                    | 0                    | 0                    | 0                    | 0                    | 0                    | 1                    | 10     |

## Video
- World championships Eugene 2022, youtube.com, abgerufen am 31. August 2022